# Kia K5
Kia K5 (также известен как Kia Optima или Kia Magentis) — седан бизнес-класса южнокорейской автомобилестроительной компании Kia Motors, производство которого было начато в 2000-м году.

## Название
Продажи по миру происходят под различными именами. Первое поколение чаще обозначалось как Kia Optima, однако в Европе и Канаде, где продажи стартовали в 2002 году, автомобиль получил наименование Kia Magentis. Во втором поколении на рынке Южной Кореи автомобиль получил название Kia Lotze и Kia K5, а общемировым именем стало Magentis, кроме США и Малайзии, где название Optima было сохранено. Начиная с третьего поколения, старт производства которого начался в 2010-м году, автомобиль получил общемировое обозначение Kia Optima, кроме рынков Южной Кореи, Китая и Индонезии, где сохранилось наименование K5, а также Малайзии, где автомобиль получил имя Optima K5. Создан на одной платформе с Hyundai Sonata и является преемником Kia Clarus.
В 2020 году вышел обновлённый автомобиль пятого поколения, который получил наименование К5 по всему миру, в том числе и в России (до этого все автомобили К5 для российского рынка именовались «Optima»).

## Первое поколение
Kia Magentis создавалась при сотрудничестве корейских компаний Kia и Hyundai для выхода в автомобильный сегмент среднего класса. Magentis было представлено на Парижском автосалоне в 2001 году. Своим появлением Magentis заменил Kia Clarus. 
Благодаря внедрению системе контроля сцепления с дорогой, Magentis стал значительно устойчивее предшественника. Салон также стал значительно просторнее: задний ряд получился значительно просторнее. Пассивную безопасность пассажиров обеспечивали фронтальные подушки безопасности, а безопасность на дороге значительно повысилась за счёт четырёхканальной ABS.
Седан Kia Magentis базировался на одной платформе с Hyundai Sonata, от которой отличается только дизайном кузова. Дизайн Kia Magentis создавался с оглядкой на европейские автомобили бизнес-класса. 
Kia Magentis поставлялся преимущественно с двумя бензиновыми двигателями 2,0 л (136 л. с.) и 2,5 л V6 (160 л. с.) от Mitsubishi. Двигатели работали в паре с пятиступенчатой механической коробкой передач или четырёхступенчатой автоматической коробкой «Tiptronic».
В базовой комплектации Magentis оснащался подушкой безопасности для водителя, кондиционером, электростеклоподъемниками и электроприводом боковых зеркал, ABS и противотуманными фарами. В качестве дополнения ставилась система контроля качества воздуха и кожаный салон, а также проигрывателем компакт-дисков.

В 2003 году был проведён успешный рестайлинг Magentis, в ходе которого головная оптика из прямоугольного блока разделилась на два сектора, а также изменилась форма решётки радиатора.

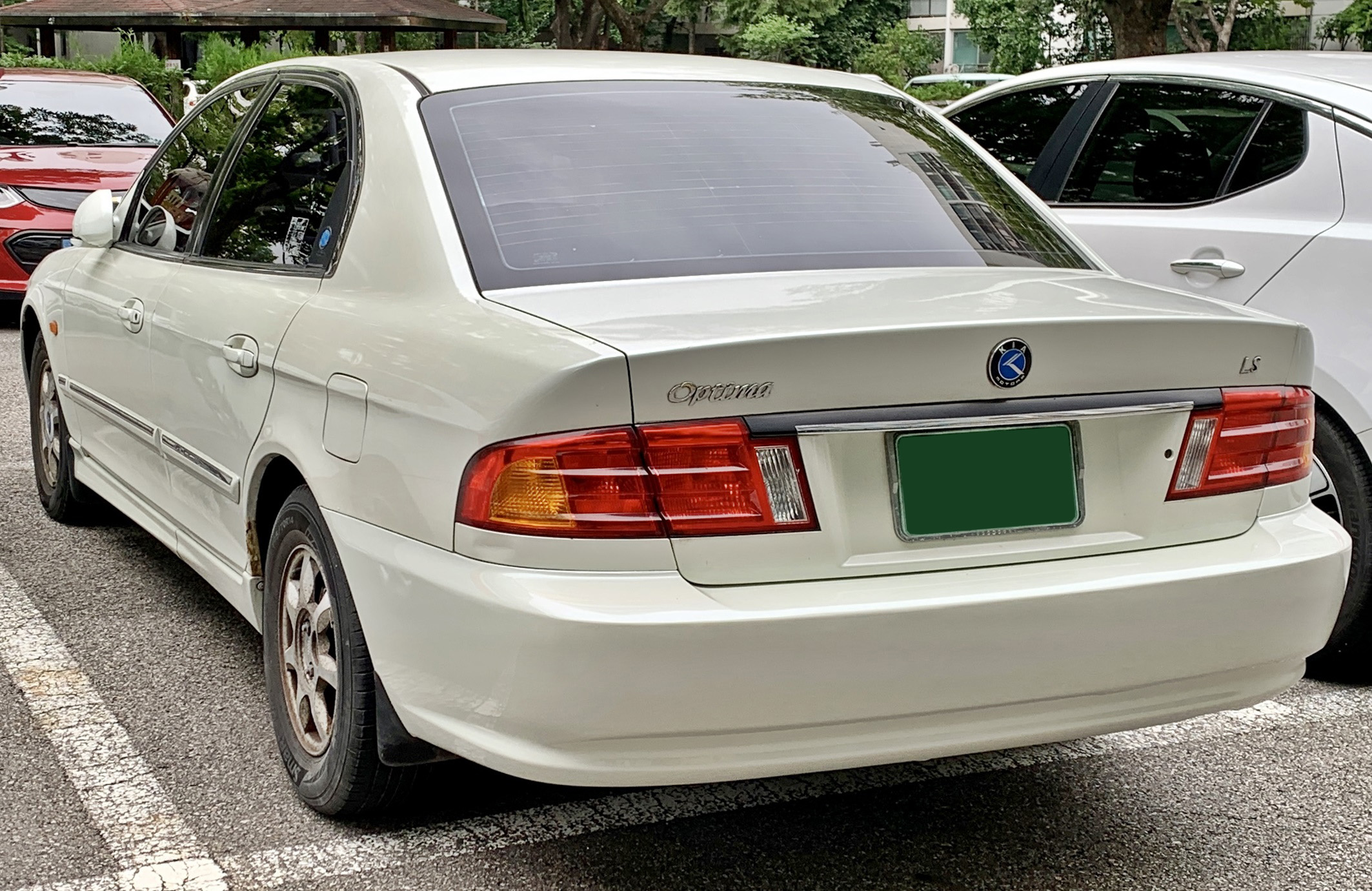
Magentis (вид сзади)
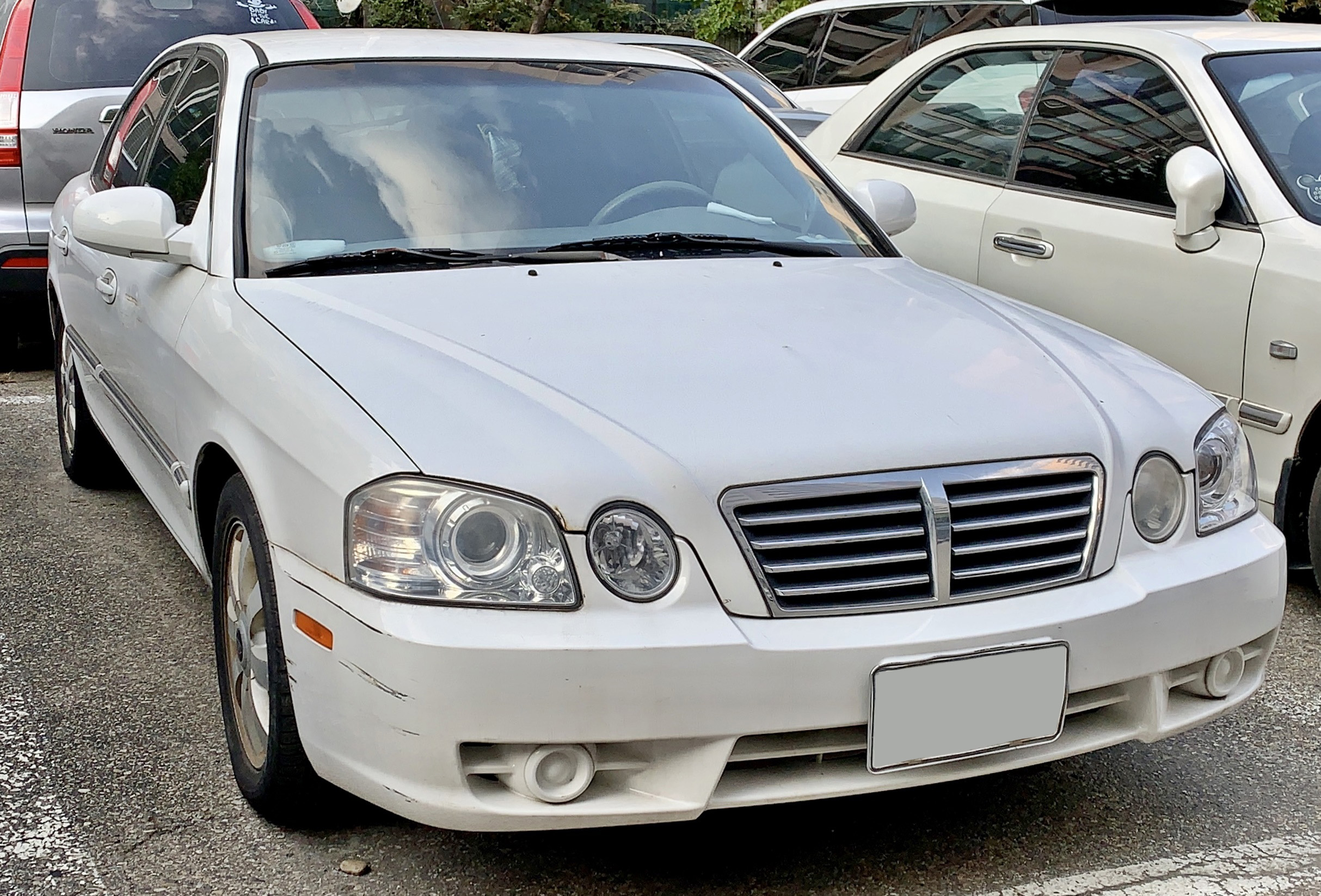
Kia Magentis (2003—2005)
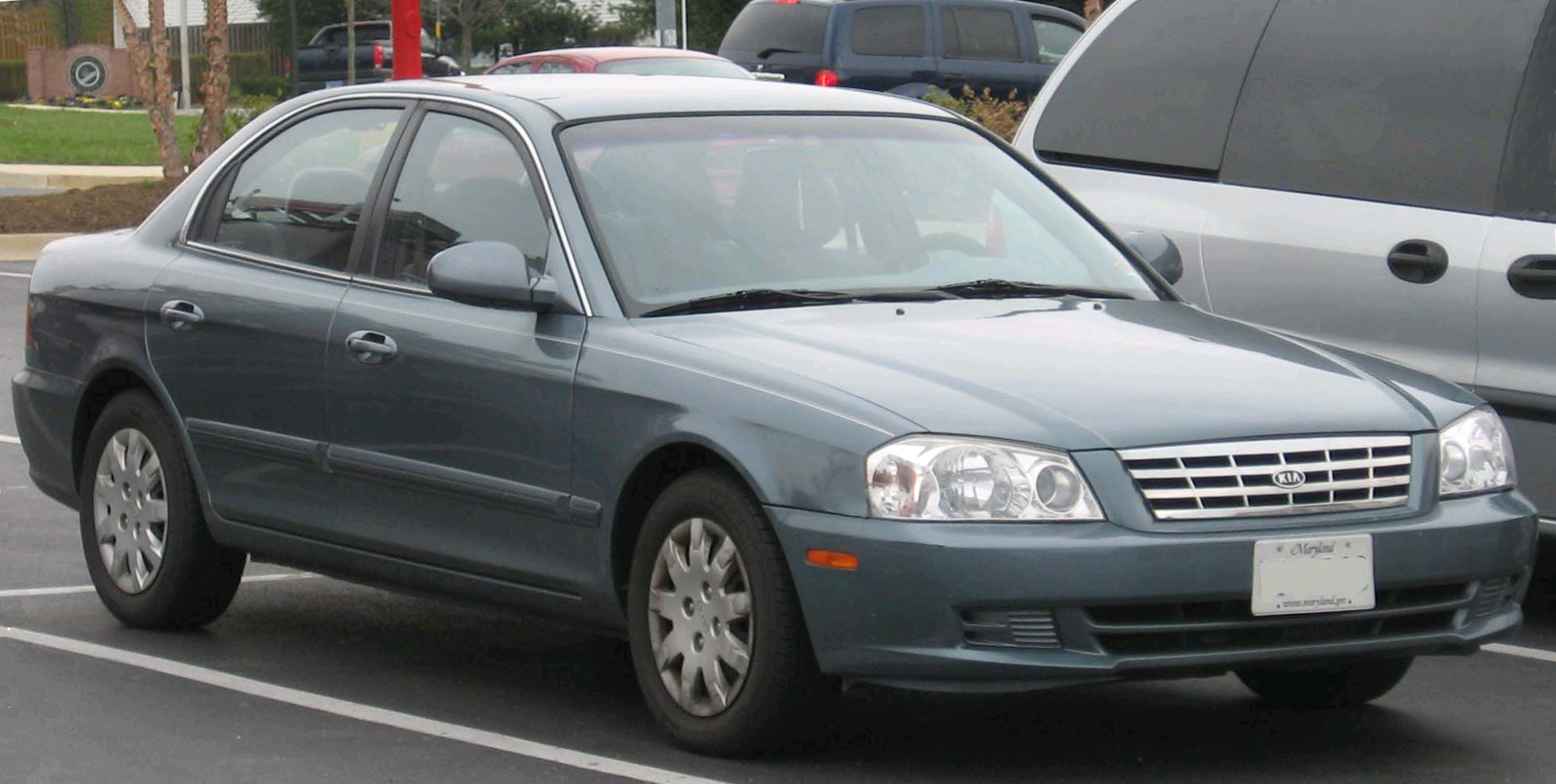
2001—2002 Kia Optima (США)
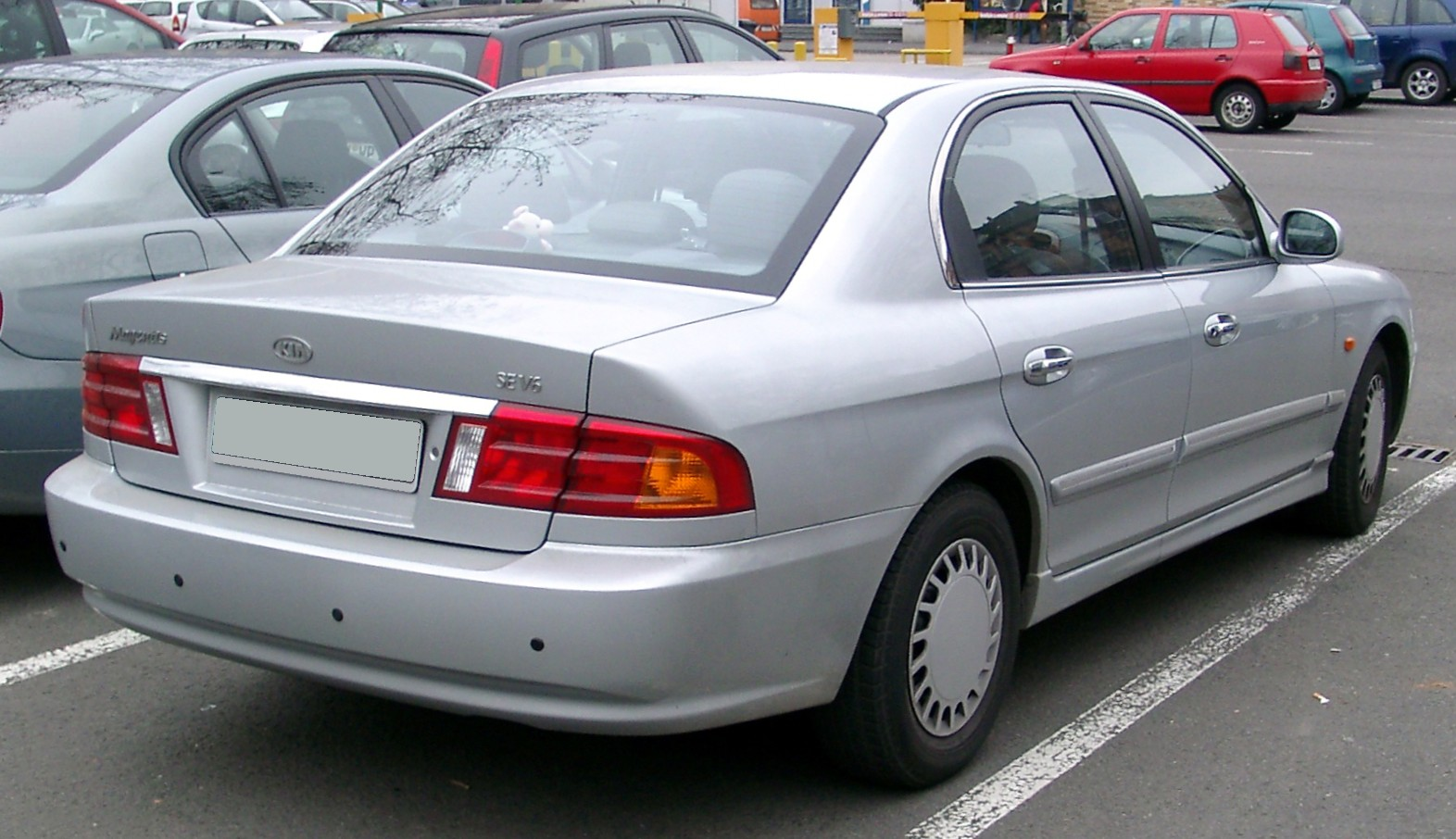
Вид сзади (Европа, до рестайлинга)
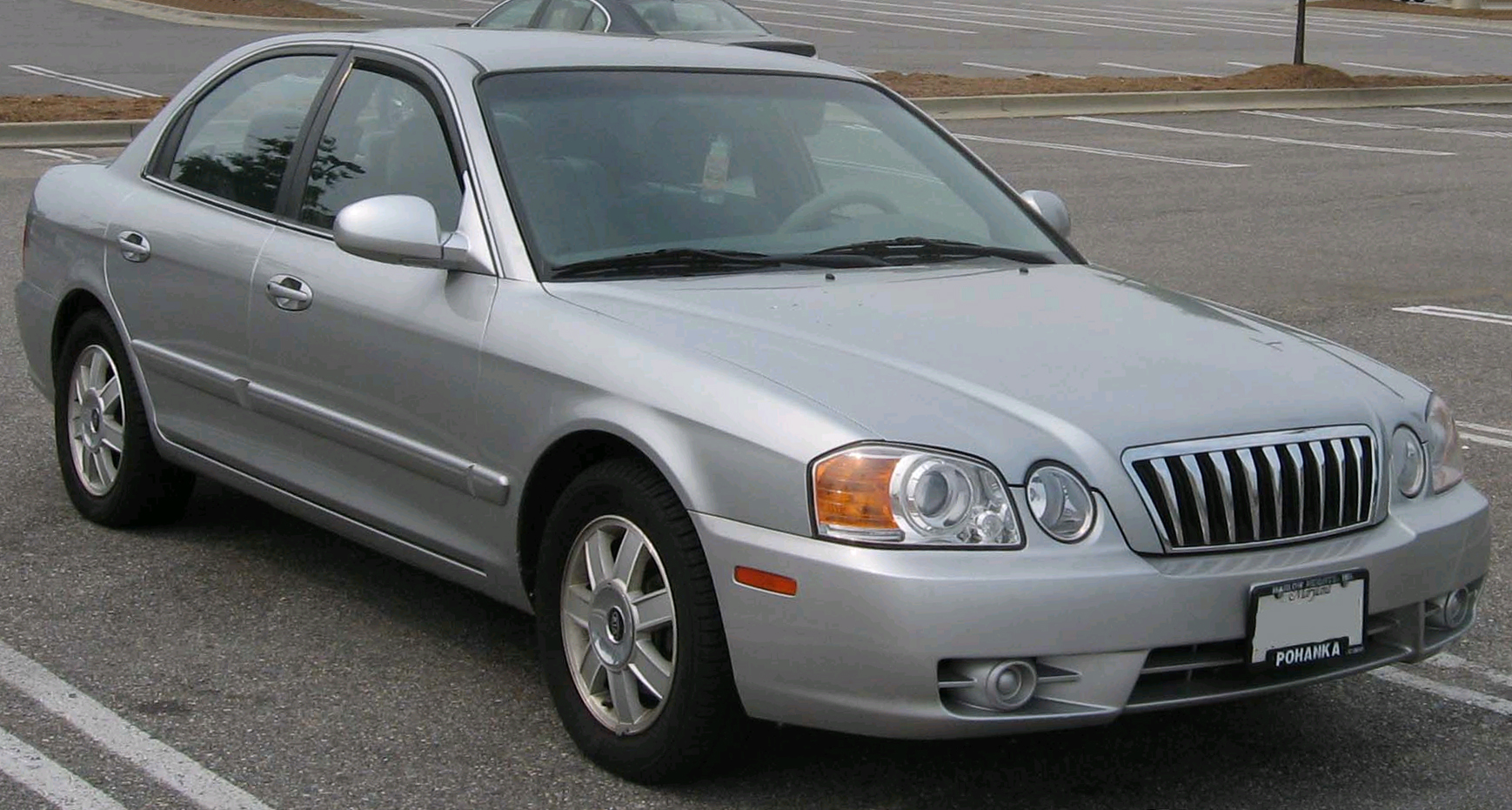
2003 Kia Optima в США
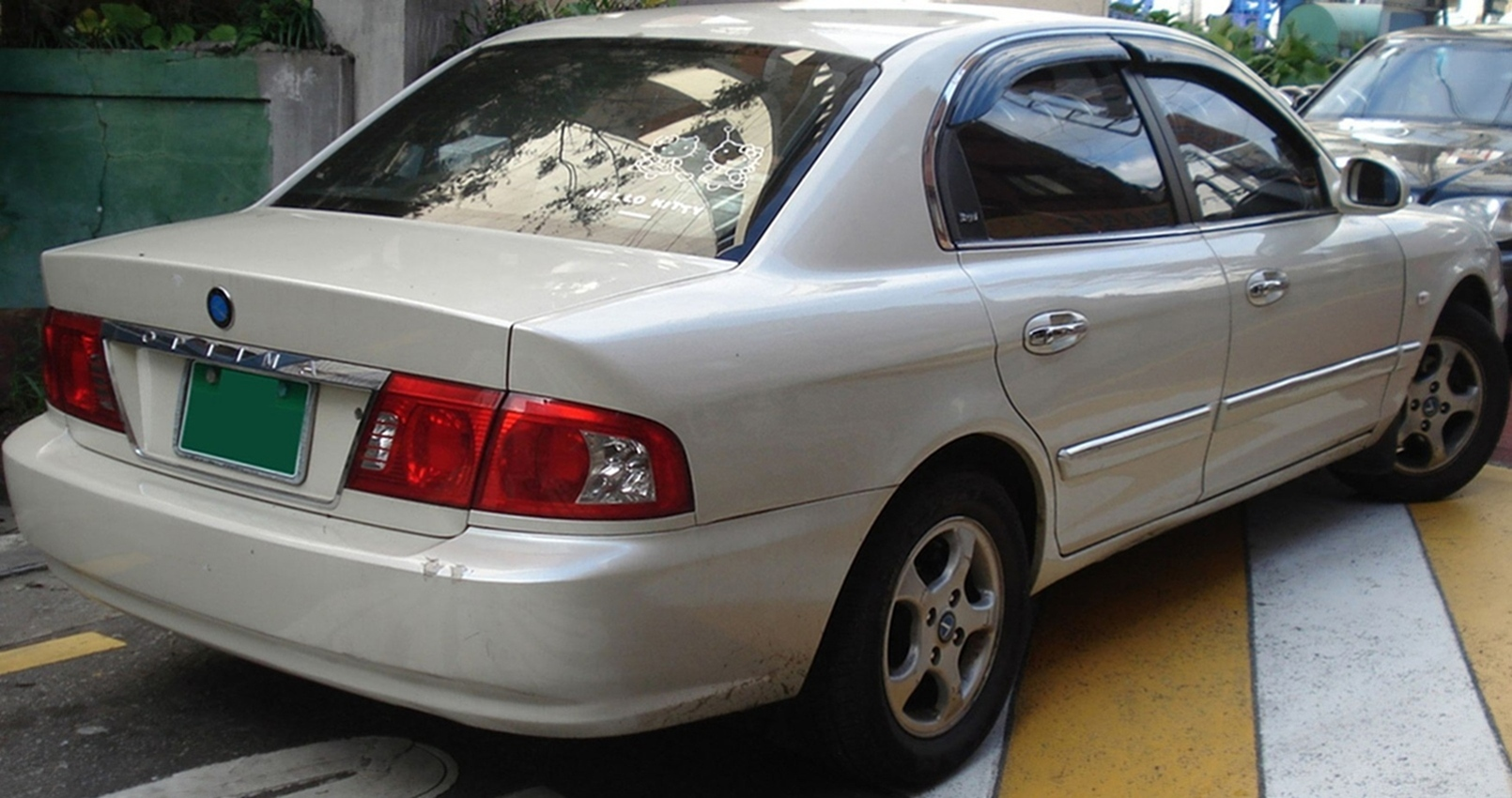
Kia Optima (Корея; первый фейслифтинг)
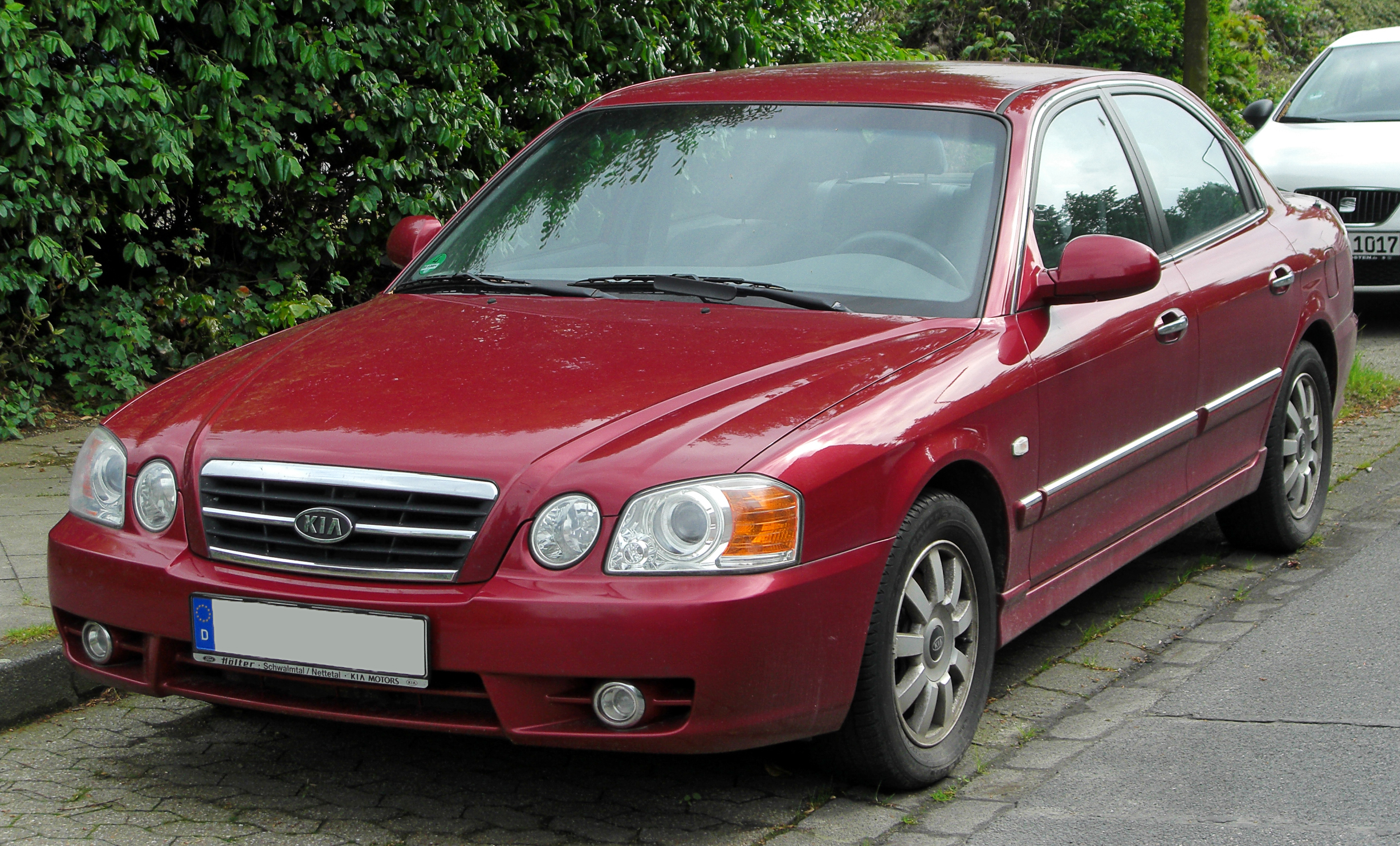
Kia Magentis (Европа; второй фейслифтинг)
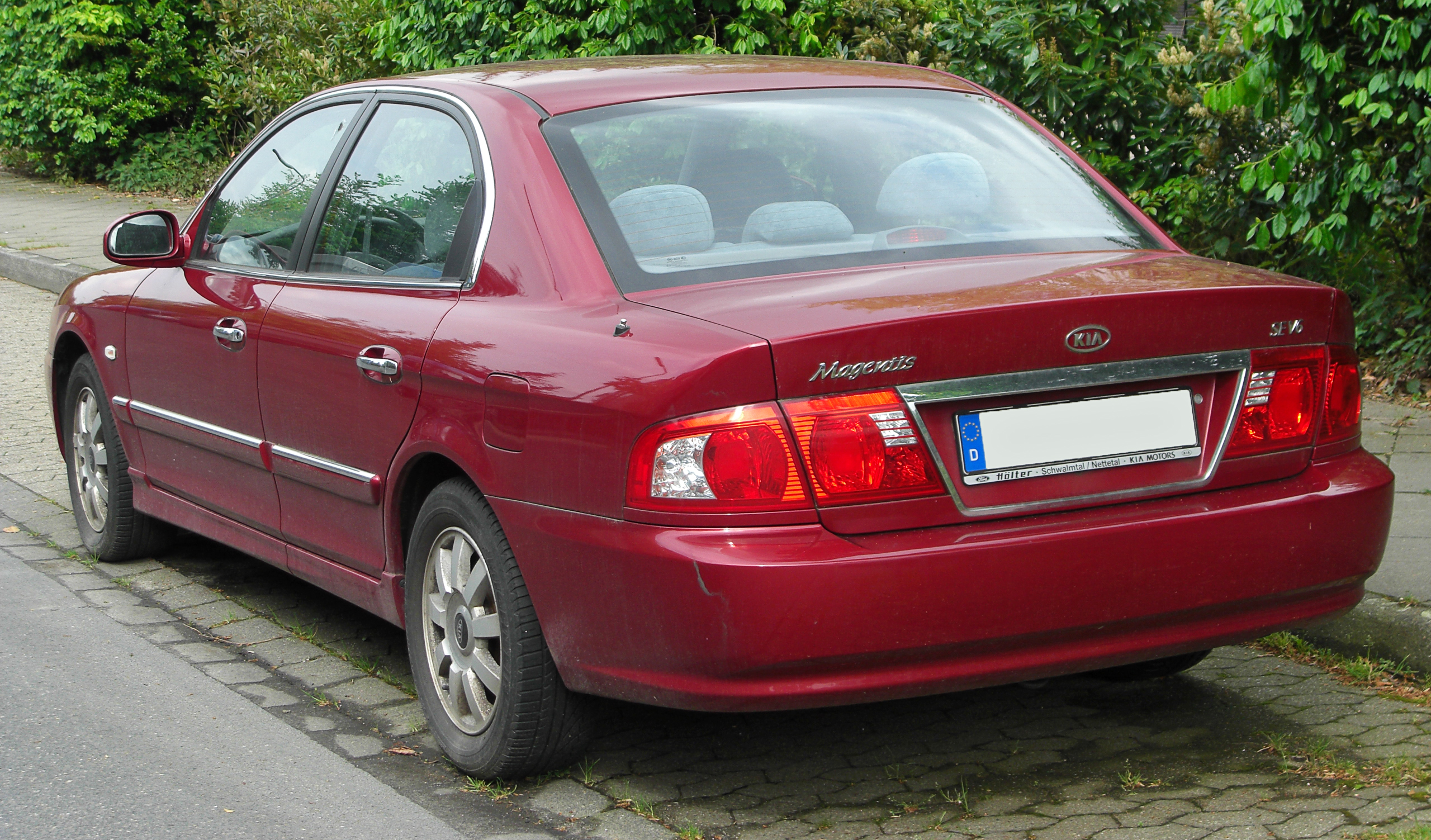
Kia Magentis (Европа; второй фейслифтинг)

### Двигатели
| Тип                           | Модельные годы | Мощность                                                                | Крутящий момент                                 | Рынок                               |
| ----------------------------- | -------------- | ----------------------------------------------------------------------- | ----------------------------------------------- | ----------------------------------- |
| 1,8 л (1795 см3) Beta II I4   | 2000—2005      | 96 кВт (129 л. с.) при 6000 об/мин                                      | 164 Н·м при 4500 об/мин                         | Южная Корея                         |
| 2,0 л (1997 см3) Sirius II I4 | 2001—2002      | 100 кВт (134 л. с.) при 6000 об/мин                                     | 180 Н·м при 4500 об/мин                         | Глобальные рынки                    |
| 2,4 л (2351 см3) Sirius II I4 | 2001—2002      | 111 кВт (149 л. с.) при 6000 об/мин                                     | 212 Н·м при 4500 об/мин                         | Северная Америка                    |
| 2,4 л (2351 см3) Sirius II I4 | 2003—2006      | 103 кВт (138 л. с.) при 5500 об/мин                                     | 199 Н·м при 3000 об/мин                         | Северная Америка                    |
| 2,5 л (2493 см3) Delta V6     | 2001 2000—2005 | 127 кВт (170 л. с.) при 6000 об/мин 124 кВт (167 л. с.) при 6000 об/мин | 229 Н·м при 4000 об/мин 230 Н·м при 4000 об/мин | Североамериканские глобальные рынки |
| 2,7 л (2656 см3) Delta V6     | 2002—2006      | 127 кВт (170 л. с.) при 6000 об/мин                                     | 245 Н·м при 4000 об/мин                         | Северная Америка                    |

## Второе поколение
В 2005 году было представлено второе поколение Magentis. Автомобиль получил новый дизайн. Улучшена безопасность — на краш-тесте EuroNCAP автомобиль получил пять звёзд из пяти. В 2008 году произведены некоторые изменения дизайна. Так были изменены решётка радиатора, осветительные приборы, а также добавлена кнопка старт-стоп.
На корейском рынке также продавалась версия автомобиля с газовым двухлитровым мотором L4KA, разработанным на базе бензинового аналога G4KA.
| Euro NCAP                                    | Euro NCAP | Euro NCAP | Euro NCAP |
| -------------------------------------------- | --------- | --------- | --------- |
| Рейтинги                                     | Пассажир  |           | 28        |
| Рейтинги                                     | Ребёнок   |           | 32        |
| Рейтинги                                     | Пешеход   |           | 3         |
| Протестированная модель: Kia Magentis (2006) |           |           |           |

### Двигатели
|                                          | Бензин        | Бензин        | Дизель        | Газ (LPG)     |
| Модель                                   | 2.0 CVVT      | 2.7 V6        | 2.0 CRDi      | 2.0, без CVVT |
| ---------------------------------------- | ------------- | ------------- | ------------- | ------------- |
| Тип двигателя                            | R4            | V6            | R4            | R4            |
| Мощность (кВт/л. с.)                     | 106/144       | 138/188       | 103/140       |               |
| Обозначение двигателя                    | G4KA          | G6EA          | D4EA          | L4KA          |
| диаметр цилиндра (мм)                    | 86,0          | 86,7          | 83,0          | 86,0          |
| ход поршня (мм)                          | 86,0          | 75,0          | 92,0          | 86,0          |
| рабочий объём (см³)                      | 1998          | 2656          | 1991          | 1998          |
| цилиндры / клапаны                       | 4/16          | 6/24          | 4/16          | 4/16          |
| Степень сжатия                           | 10,5:1        | 10,4:1        | 17,3:1        |               |
| Мощность кВт(л. с.)/мин−1                | 106(144)/6000 | 138(188)/6000 | 103(140)/4000 |               |
| Крутящий момент (Н·м/мин−1)              | 189/4250      | 247/4600      | 305/1800—2500 |               |
| Мощность кВт(л. с.) на литр              | 53,1(72,1)    | 52,0(70,8)    | 51,7(70,3)    |               |
| Скоростьmax (км/ч) [ в скобках ― с АКПП] | 208 [195]     | [220]         | 201 [200]     |               |

#### На рынках США
| Тип                          | Годы производства | Мощность при об/мин          | Крутящий момент при об/мин |
| ---------------------------- | ----------------- | ---------------------------- | -------------------------- |
| 2,4 л (2359 см3) Theta I4    | 05.2006—2008      | 121 кВт (162 л. с.) при 5800 | 222 Н⋅м при 4000           |
| 2,4 л (2359 см3) Theta II I4 | 2009—2010         | 130 кВт (175 л. с.) при 6000 | 229 Н⋅м при 4000           |
| 2,7 л (2656 см3) Delta V6    | 2006              | 127 кВт (170 л. с.) при 6000 | 245 Н⋅м при 4000           |
| 2,7 л (2656 см3) Mu V6       | 05.2006—2008      | 138 кВт (185 л. с.) при 6000 | 247 Н⋅м при 4000           |
| 2,7 л (2656 см3) Mu V6       | 2009—2010         | 145 кВт (194 л. с.) при 6000 | 249 Н⋅м при 4500           |

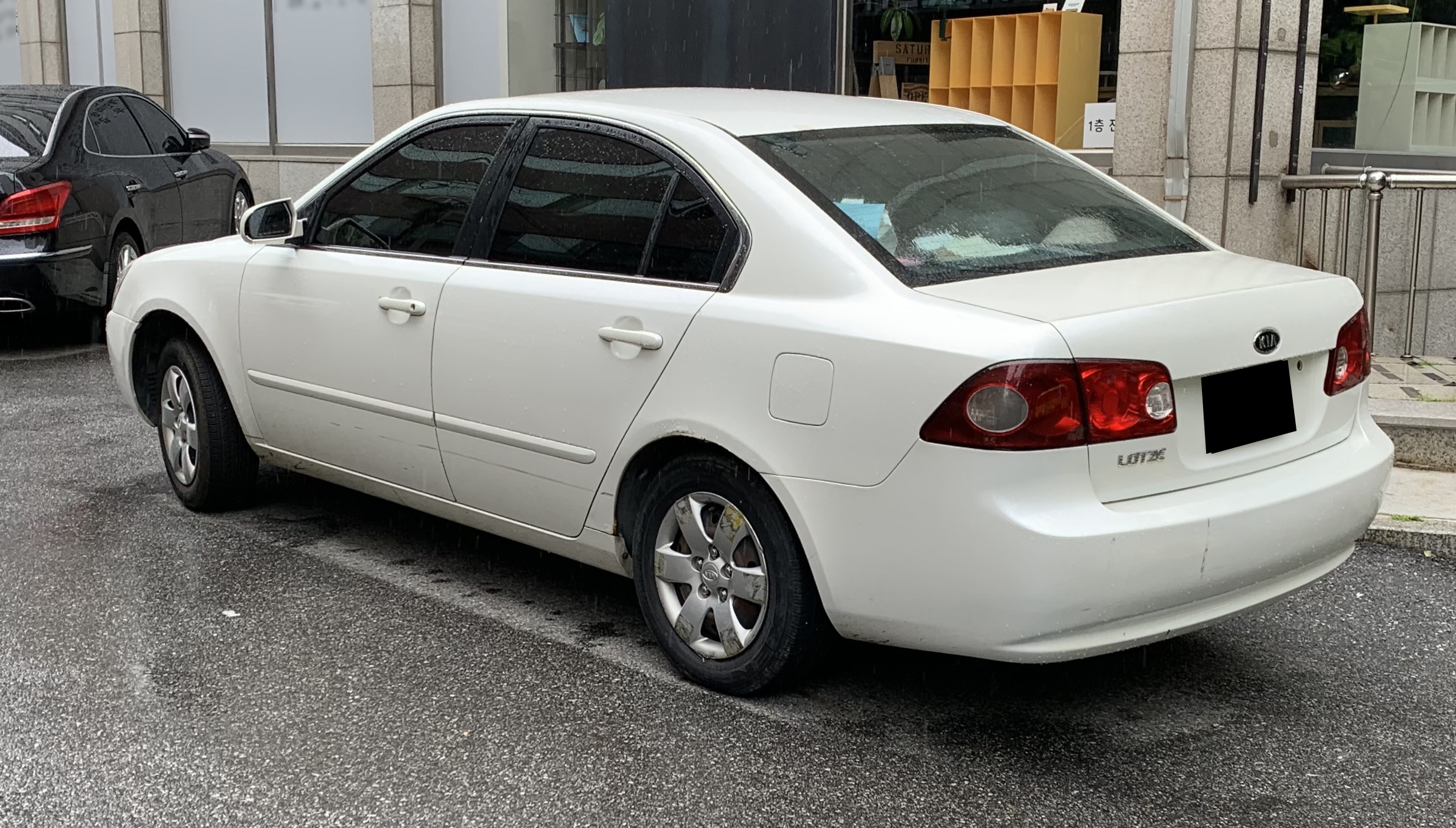
Magentis (вид сзади)
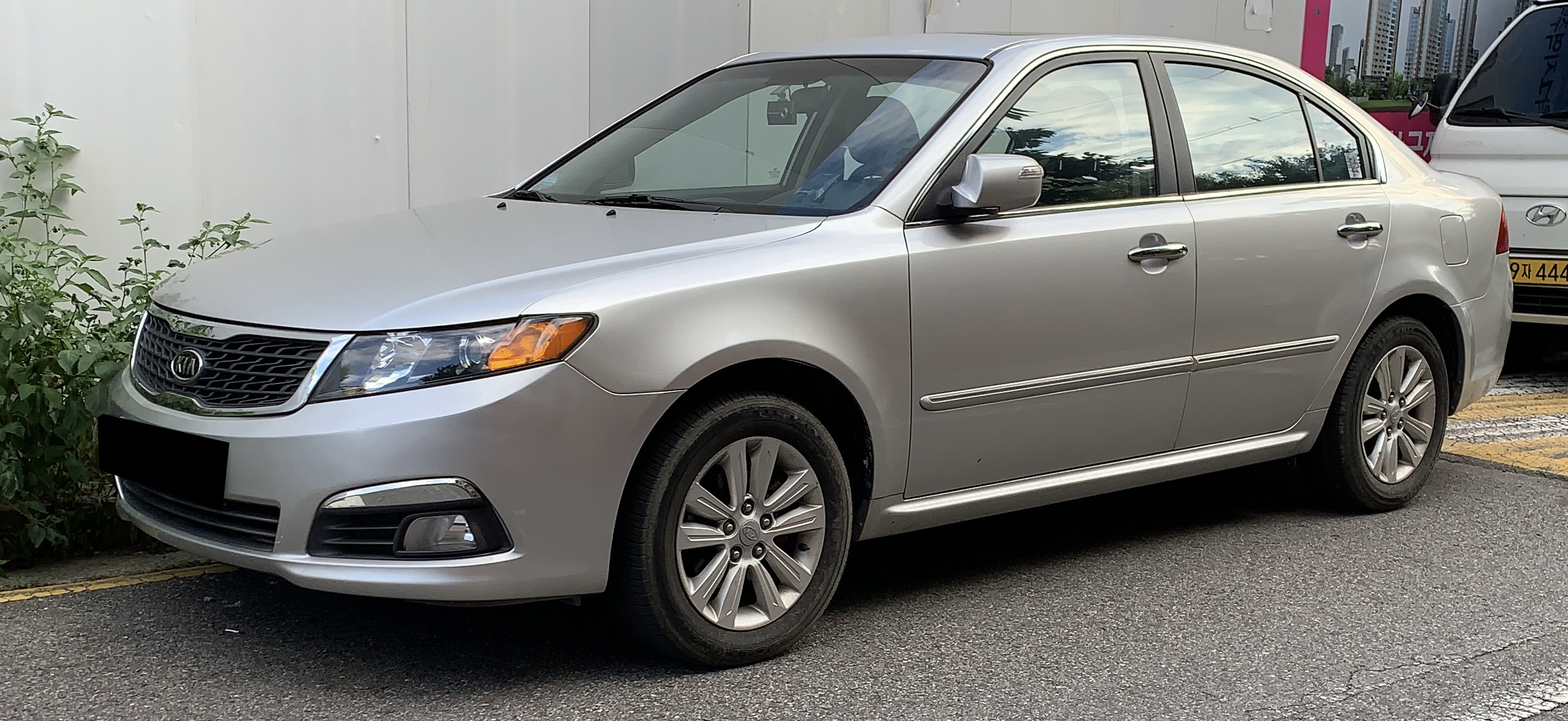
Kia Magentis (с 2008)
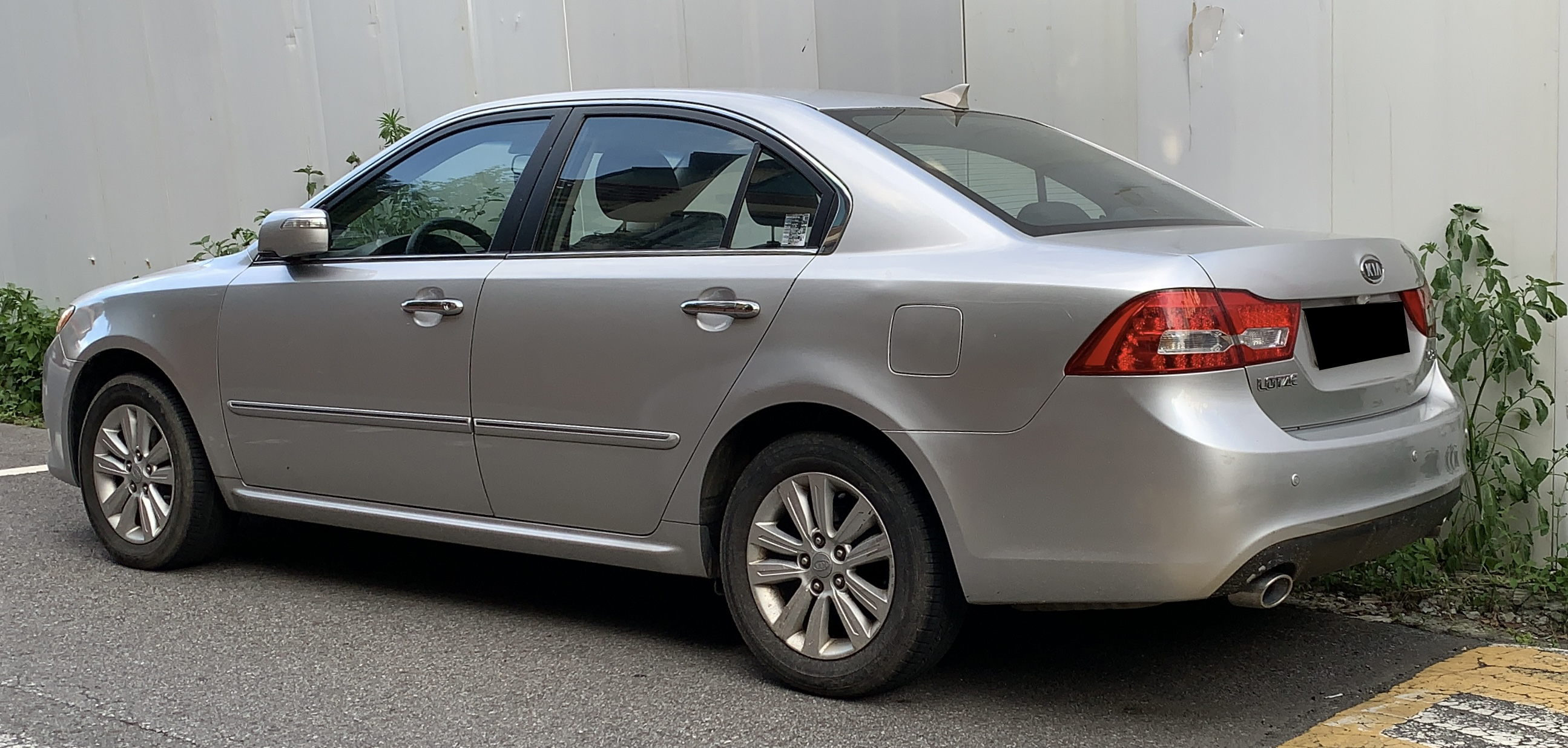
Kia Magentis (с 2008)
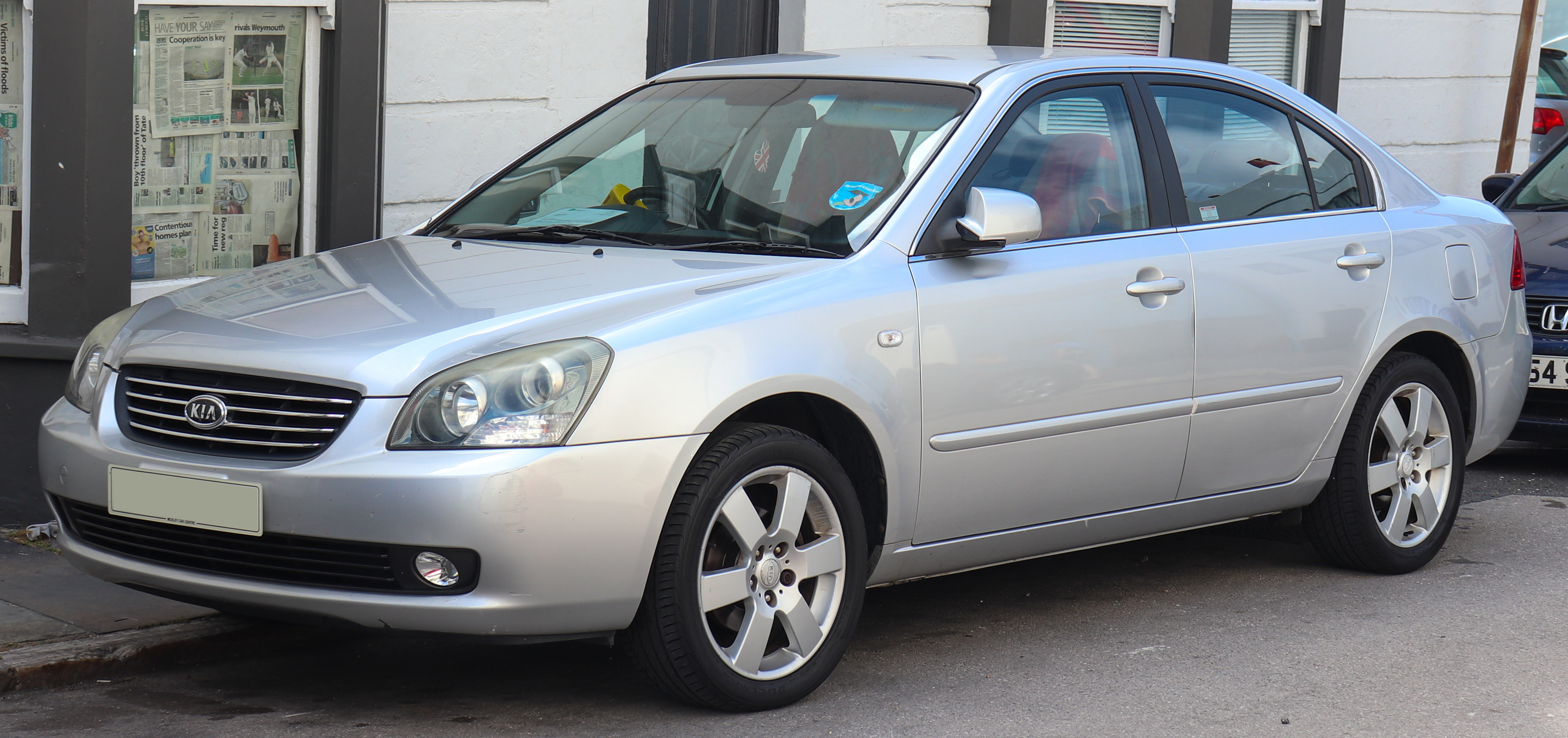
2008 Kia Magentis LS 2.0 (Великобритания, до рестайлинга)
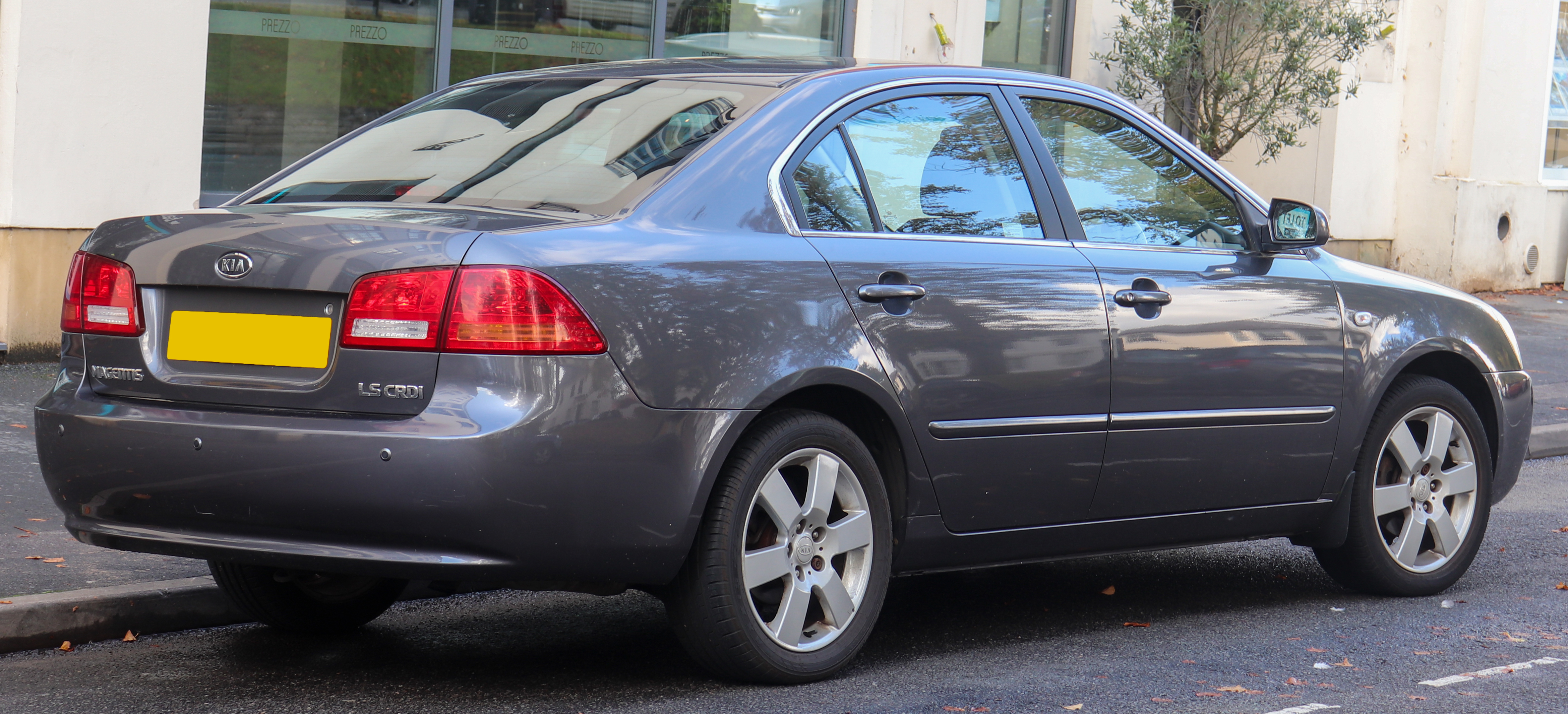
Kia Magentis LS (Великобритания, до рестайлинга)
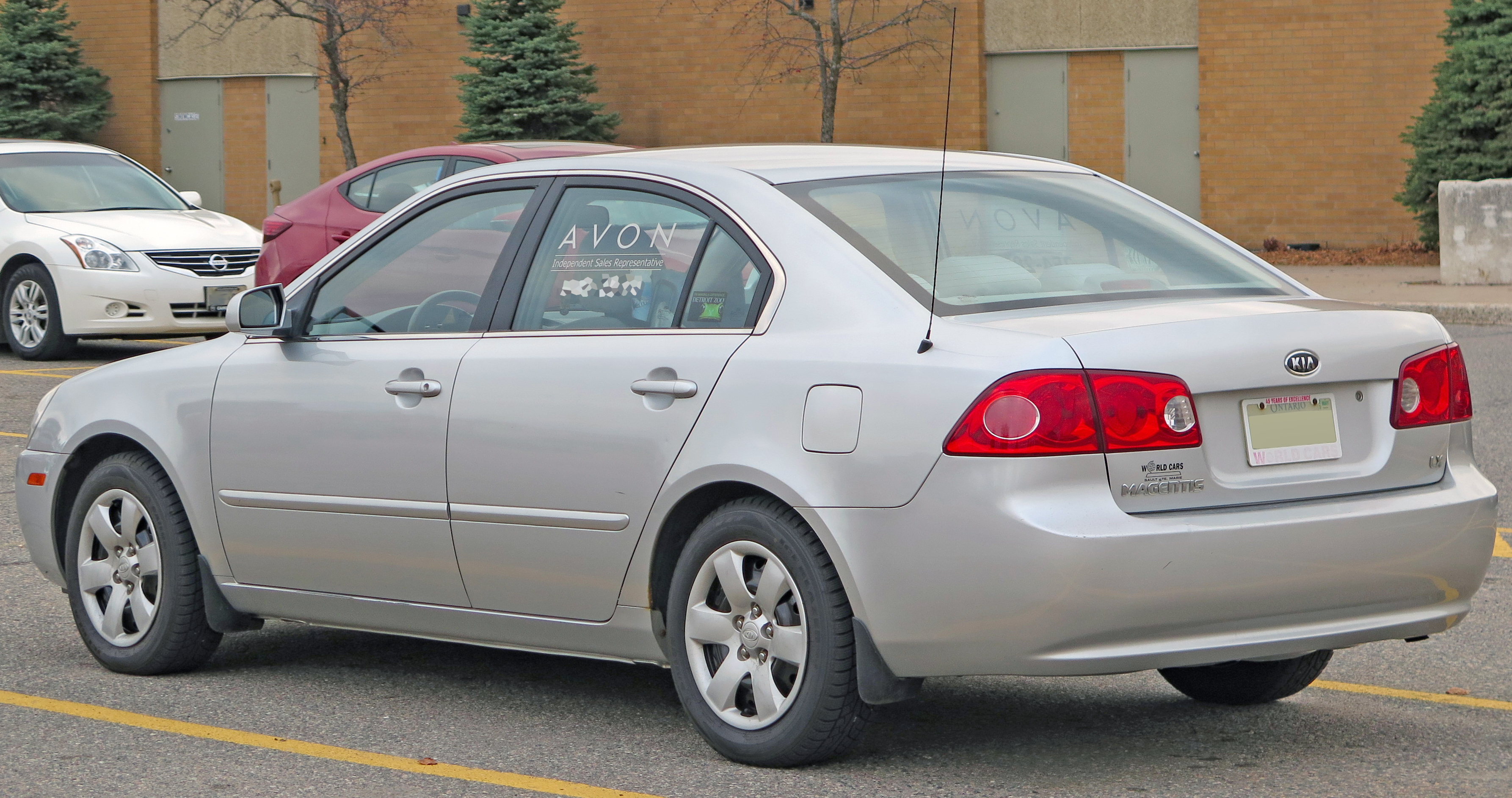
Kia Magentis LX (Канада; до рестайлинга)
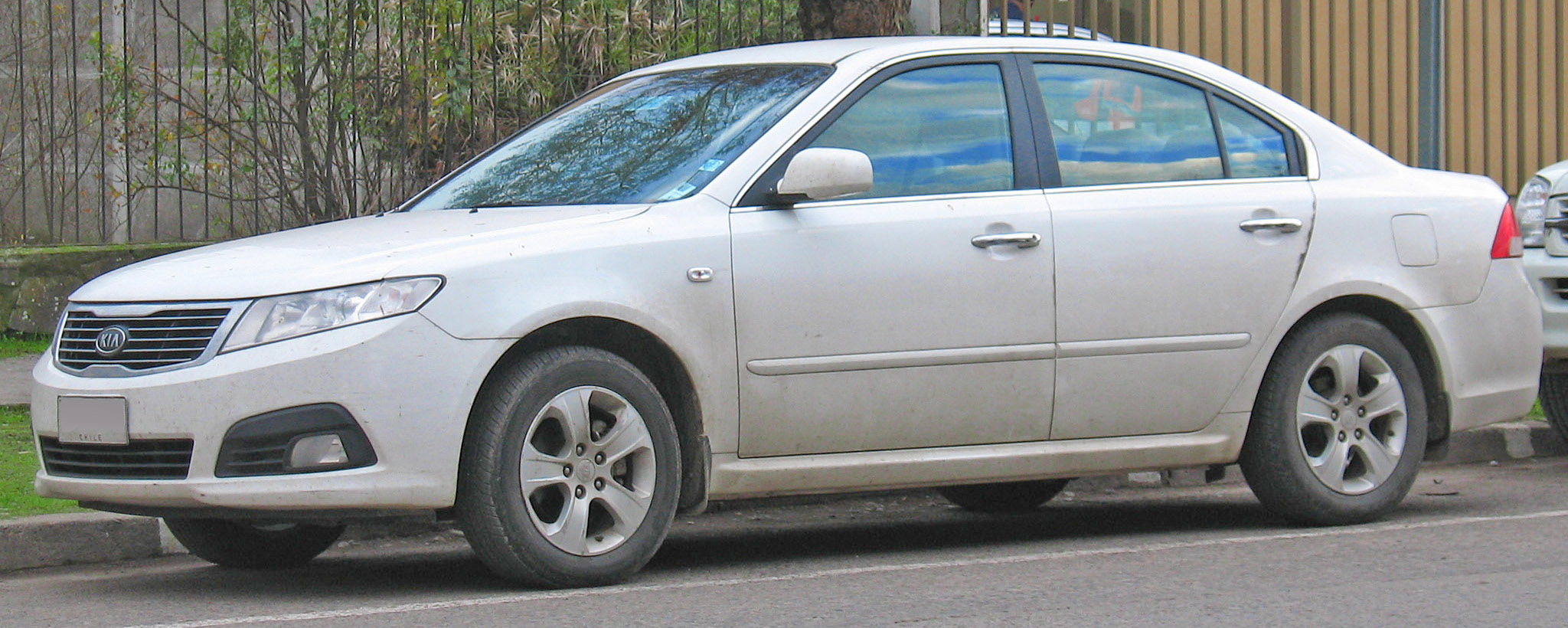
Kia Magentis EX (Чили; рестайлинг)
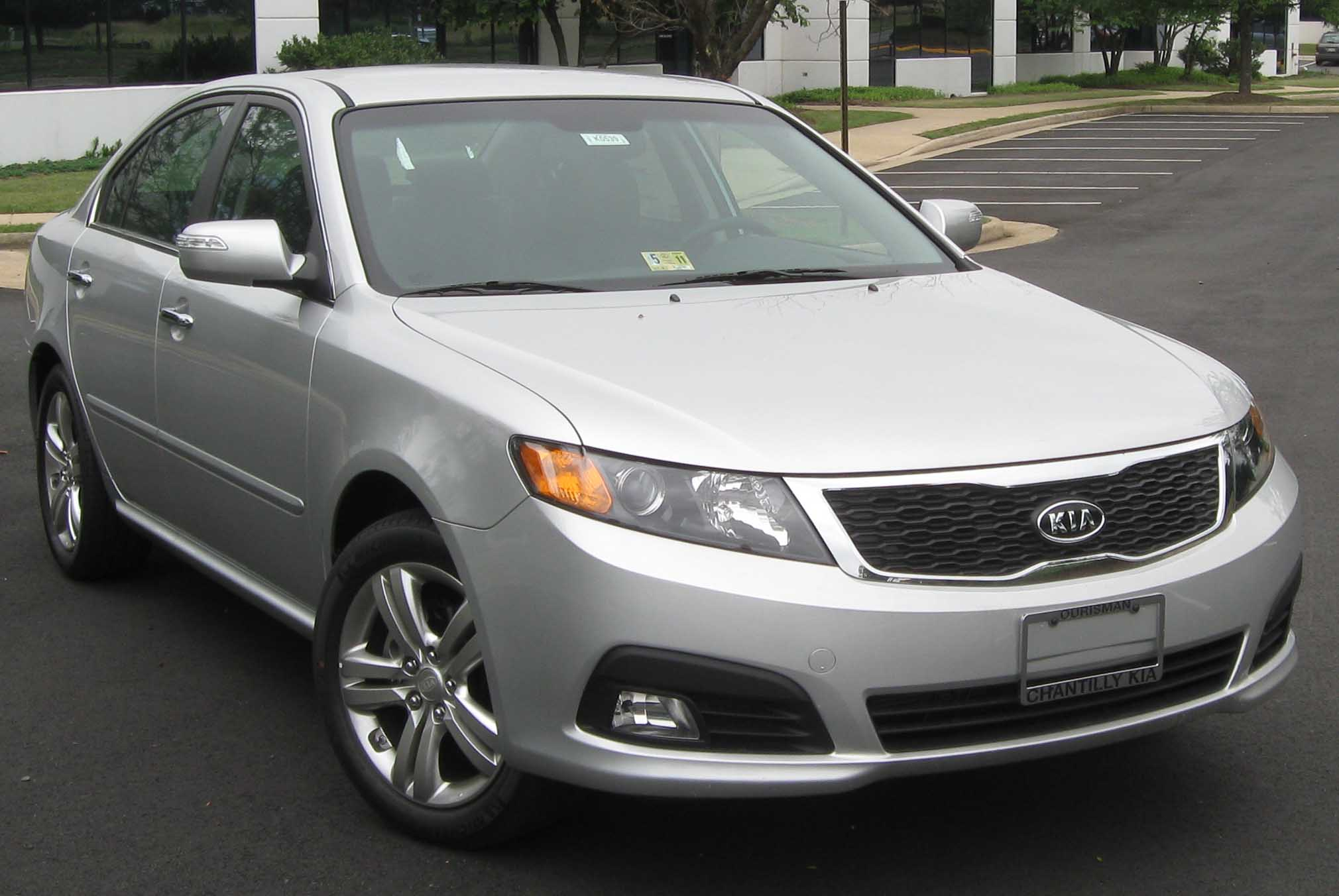
Kia Optima SX (США; рестайлинг)
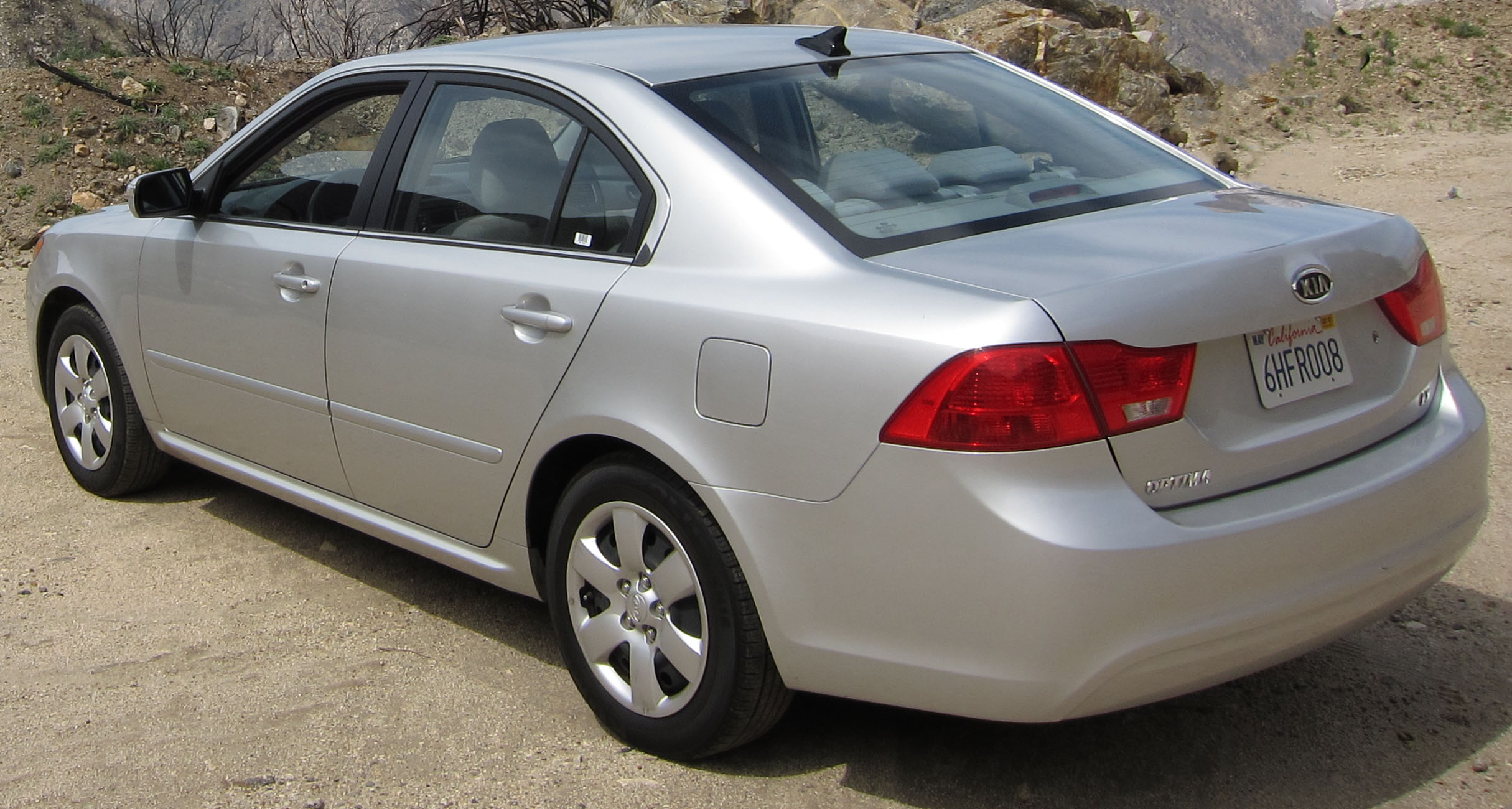
Kia Optima LX (США; рестайлинг)

## Третье поколение
Полностью обновлённая Optima, также называемая K5 на родине в Южной Корее, увидела свет в 2010 году на премьере на Нью-Йоркском автошоу. Её футуристический и спортивный вид — дело рук главного дизайнера Kia — Питера Шрайера, который также «нарисовал» Kia Forte, Kia Sorento, Kia Sportage и Kia Cadenza. В марте 2013 года на Международном автосалоне в Нью-Йорке была представлена обновлённая модель.

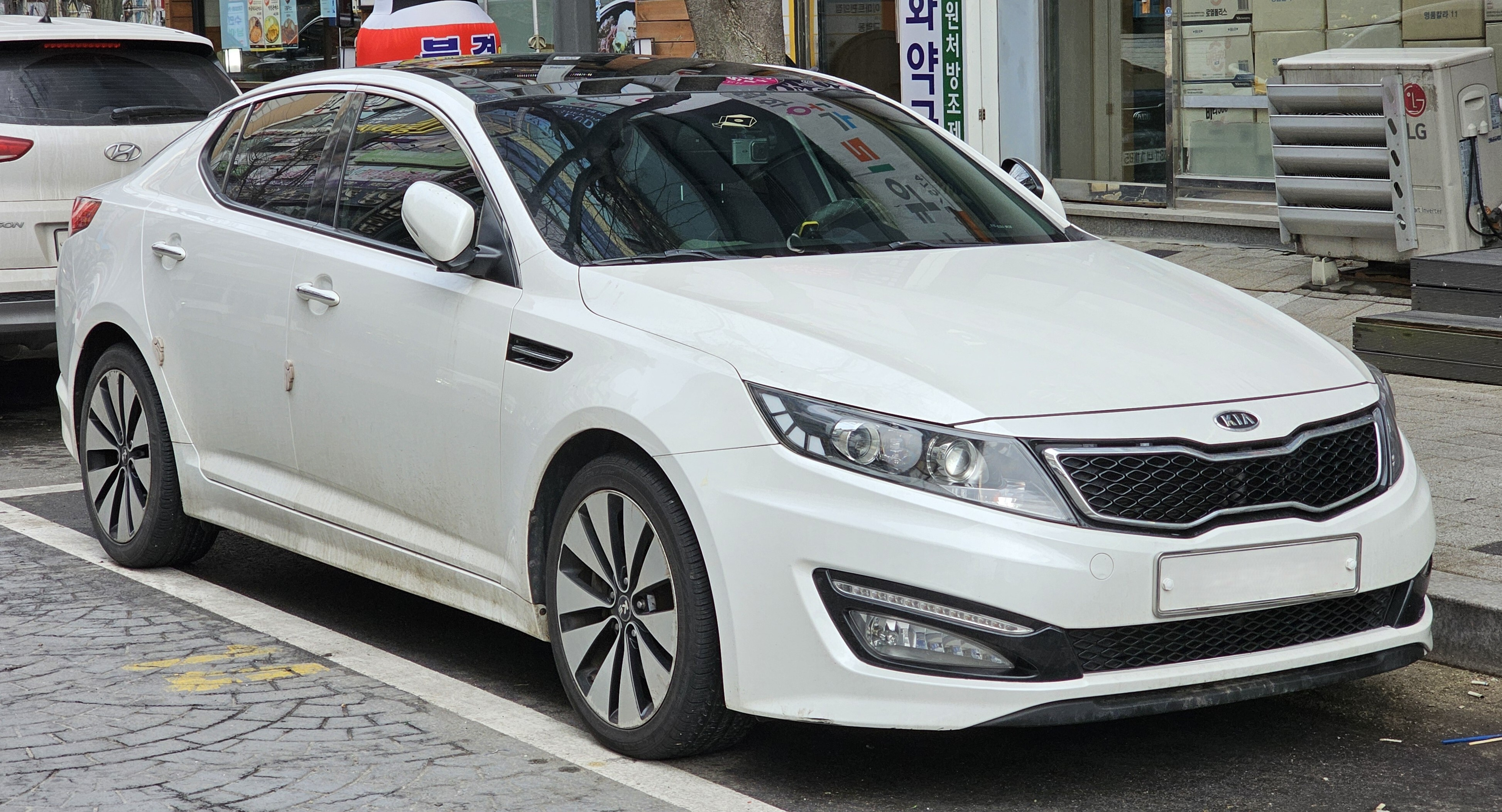
Kia K5 (Южная Корея; до рестайлинга)
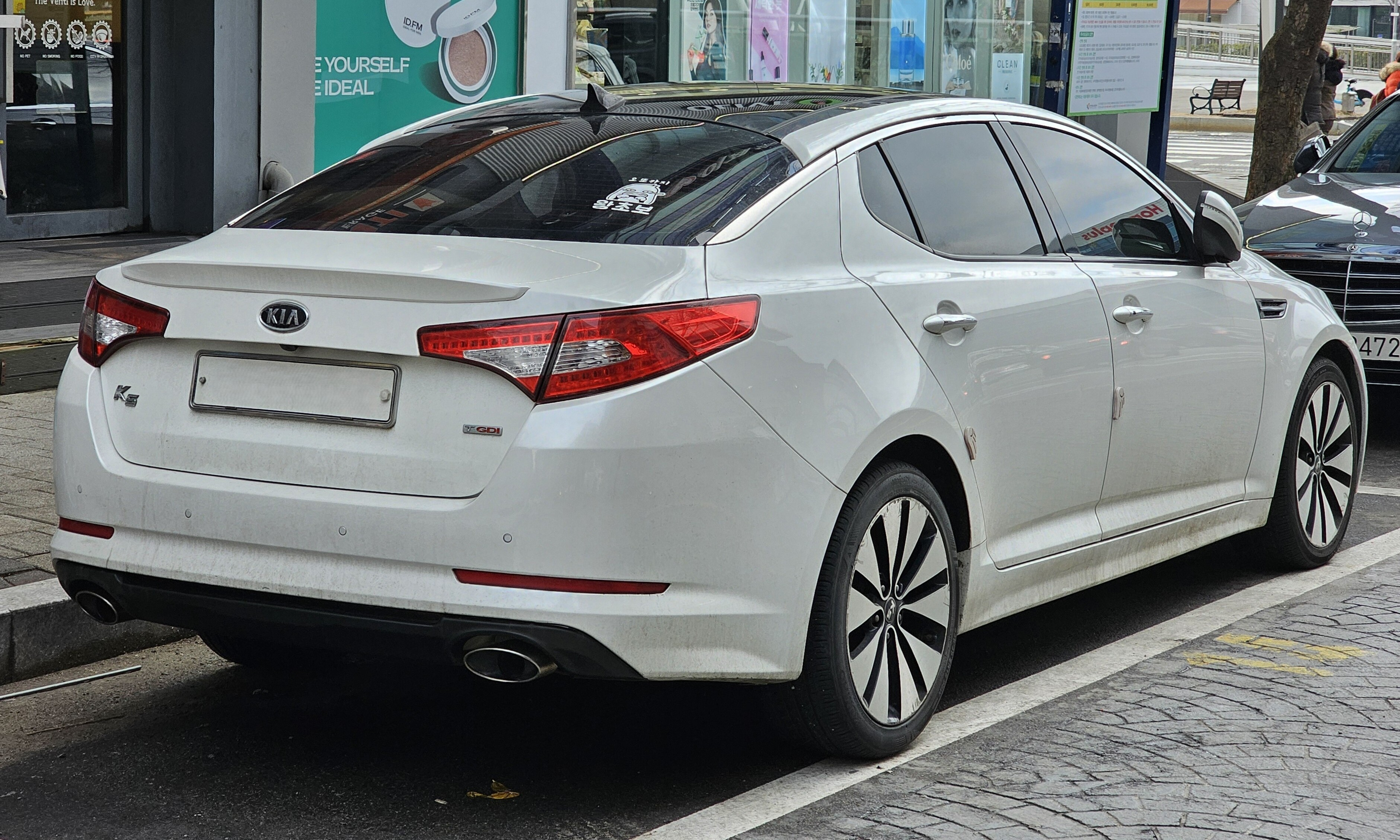
Kia K5 (Южная Корея; до рестайлинга)
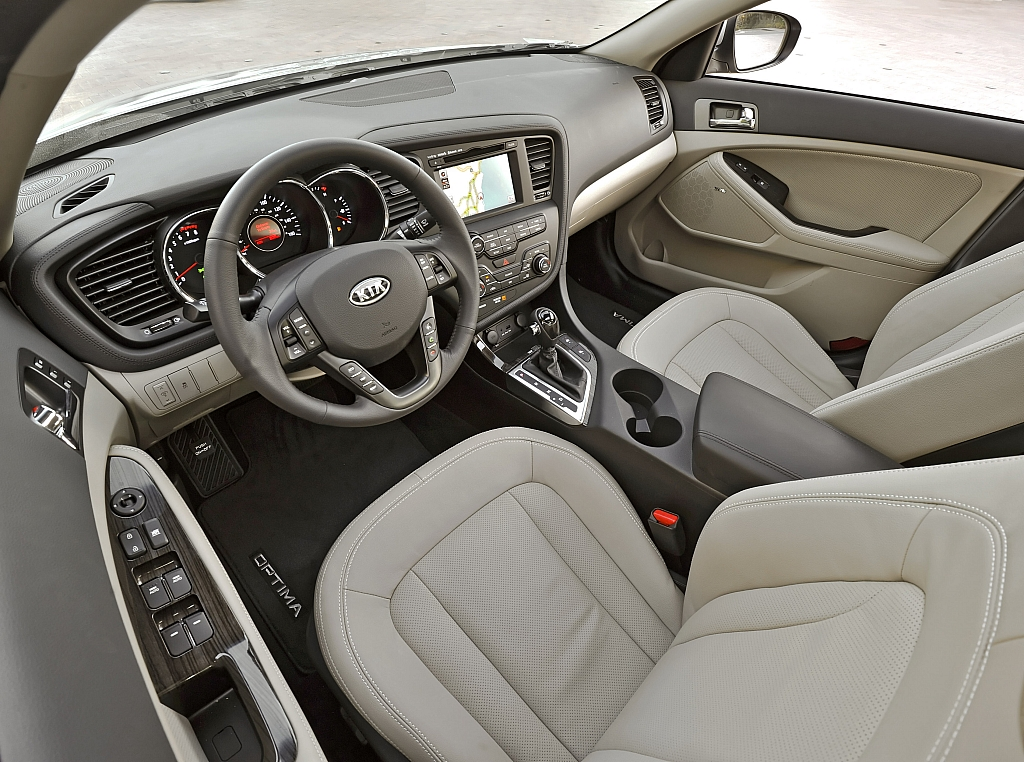
Интерьер
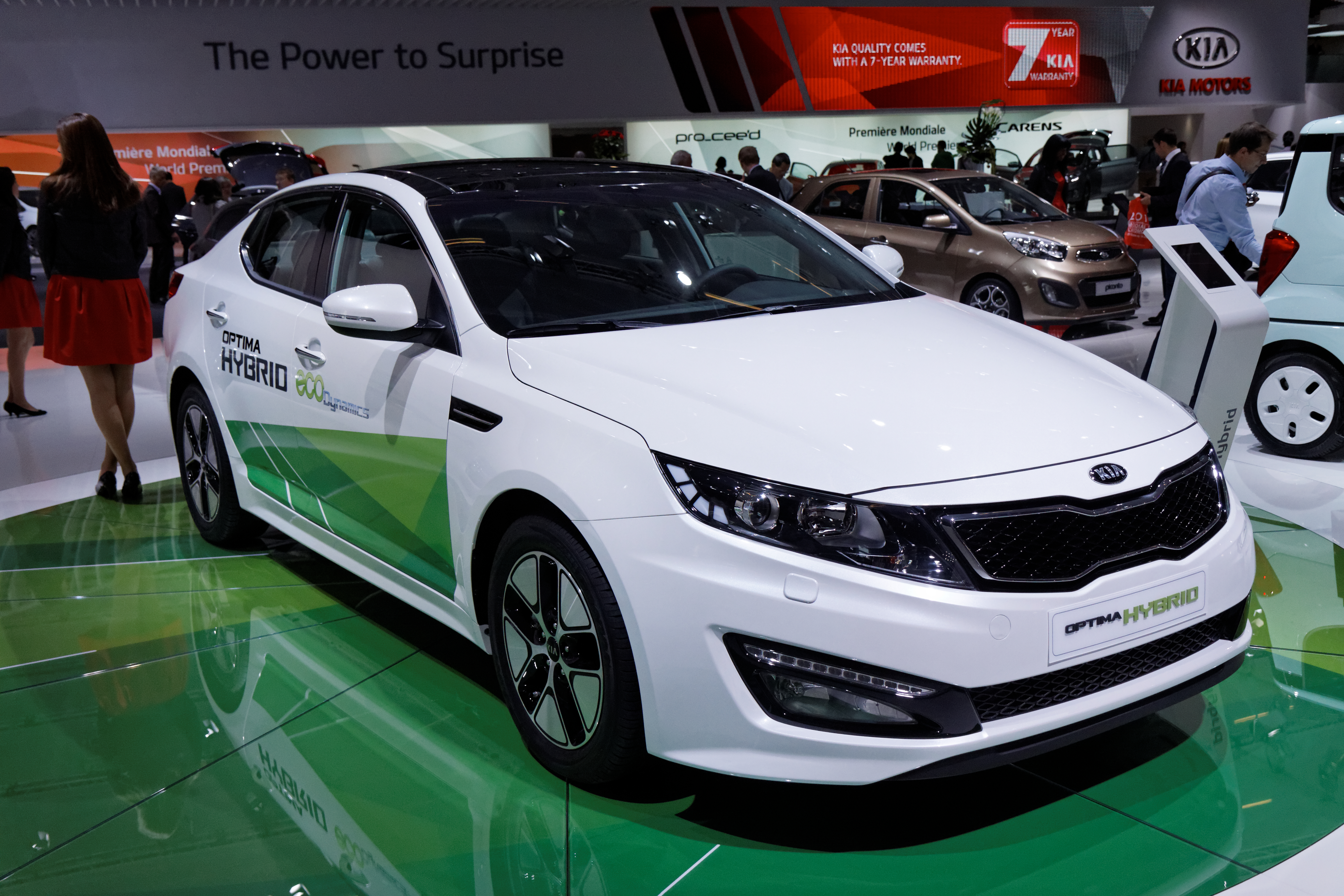
2012 Kia Optima Hybrid (США)
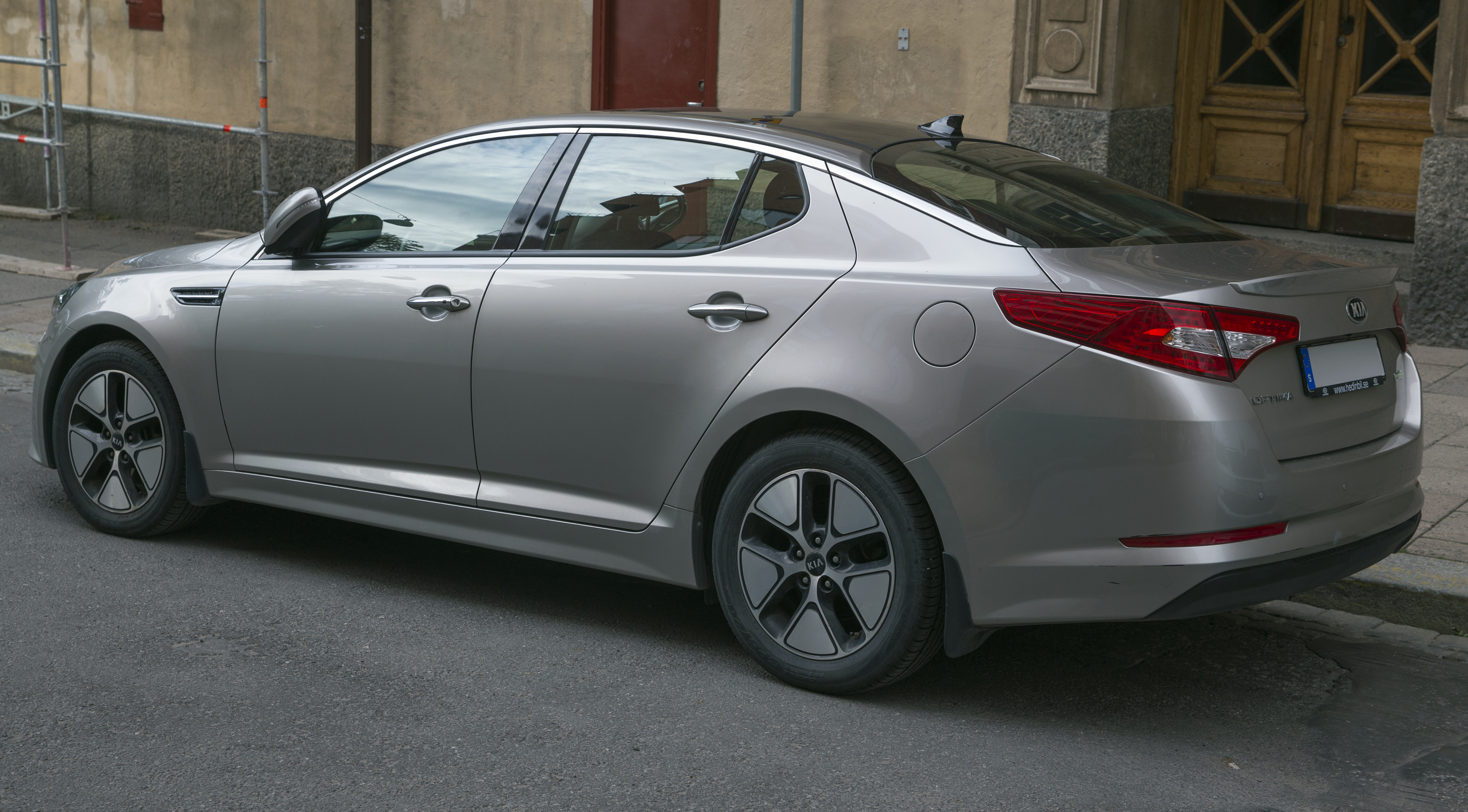
2013 Kia Optima Hybrid (Швеция)
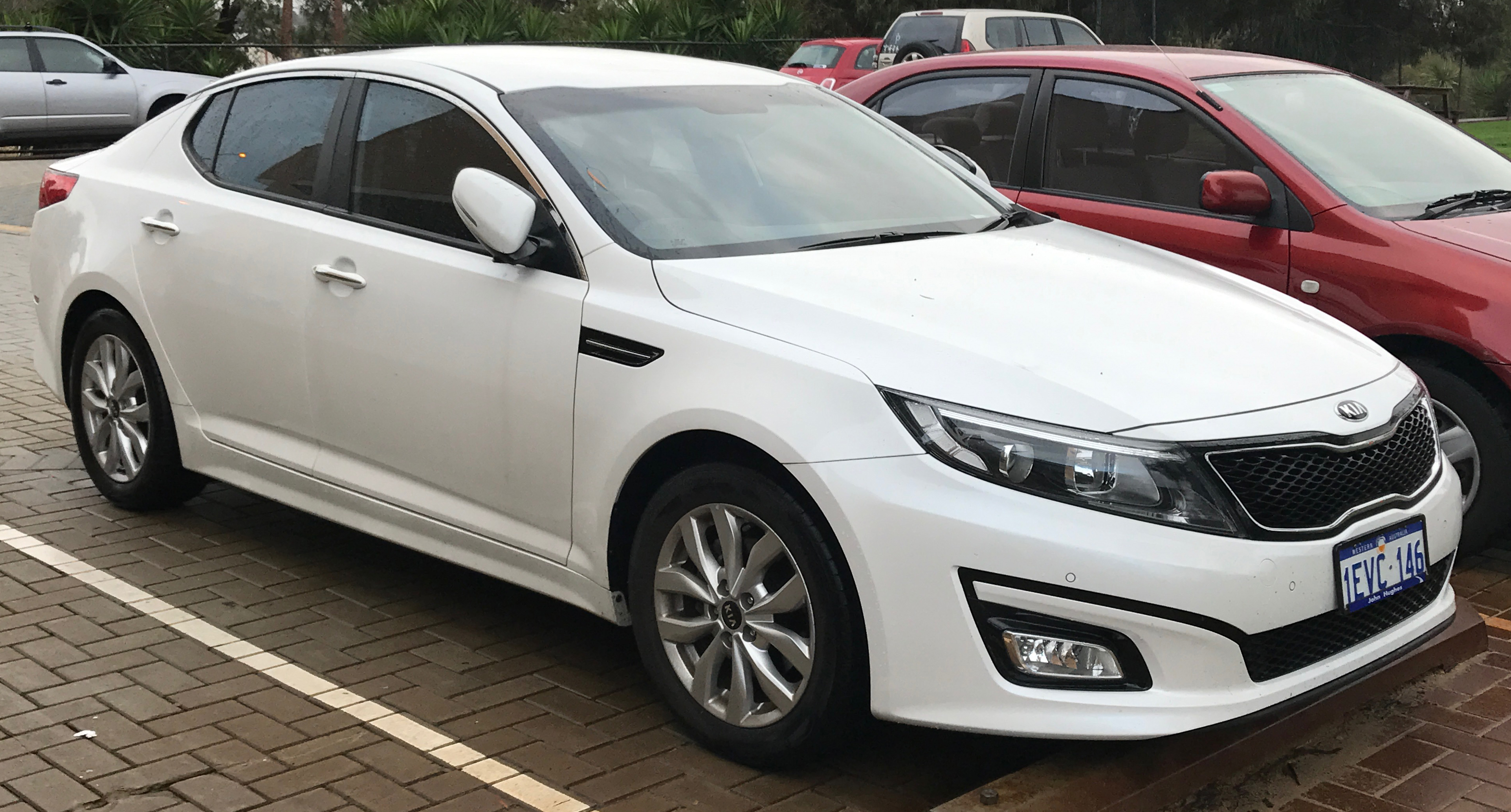
Фейслифтинг передней части
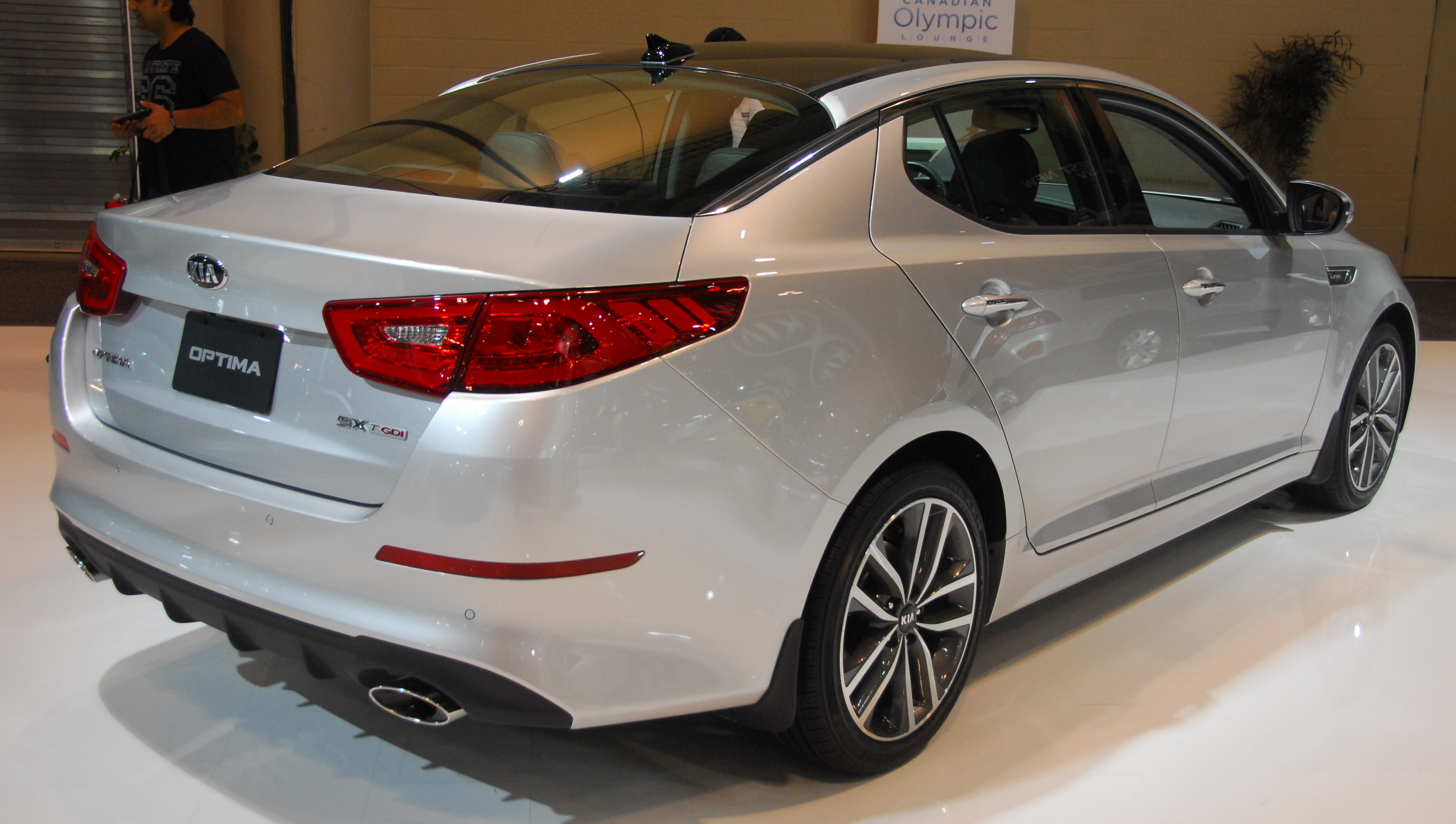
Фейслифтинг задней части

### Двигатели
| Модель                  | Годы производства    | Трансмиссия               | Мощность                                                                | Крутящий момент                                 | 0—100 км/ч (0—62 миль/ч) (Официально) | Максимальная корость            |
| Бензиновые двигатели    | Бензиновые двигатели | Бензиновые двигатели      | Бензиновые двигатели                                                    | Бензиновые двигатели                            | Бензиновые двигатели                  | Бензиновые двигатели            |
| ----------------------- | -------------------- | ------------------------- | ----------------------------------------------------------------------- | ----------------------------------------------- | ------------------------------------- | ------------------------------- |
| 2.0L Nu MPi             | 2013—2015            | 6-скор. МКПП 6-скор. АКПП | 121 кВт (163 л. с.) при 6500 об/мин 127 кВт (170 л. с.) при 6700 об/мин | 196 Н⋅м при 4800 об/мин 201 Н⋅м при 4800 об/мин | 9,8 сек. (МКПП) 10,6 сек. (АКПП)      | 210 км/ч (МКПП) 208 км/ч (АКПП) |
| 2.0L Nu MPi HEV         | 2011—2015            | 6-скор. АКПП              | 140 кВт (187 л. с.) при 5500 об/мин                                     |                                                 | 9,4 сек.                              | 192 км/ч                        |
| 2.0L Theta II MPi       | 2010—2013            | 6-скор. МКПП 6-скор. АКПП | 121 кВт (163 л. с.) при 6200 об/мин                                     | 198 Н⋅м при 4600 об/мин                         | 9, 8 сек. (МКПП) 10,9 сек. (АКПП)     | 210 км/ч (МКПП) 202 км/ч (АКПП) |
| 2.0L Theta II GDi Turbo | 2011—2015            | 6-скор. АКПП              | 204 кВт (274 л. с.) при 6000 об/мин                                     | 365 Н⋅м при 1750—4500 об/мин                    | 6,4 сек.                              |                                 |
| 2.4L Theta II MPi       | 2010—2015            | 6-скор. МКПП 6-скор. АКПП | 132 кВт (178 л. с.) при 6000 об/мин                                     | 231 Н⋅м при 4000 об/мин                         | 9,1 сек. (МКПП) 9,5 сек. (АКПП)       | 210 км/ч                        |
| 2.4L Theta II GDi       | 2010—2015            | 6-скор. АКПП              | 148 кВт (198 л. с.) при 6300 об/мин                                     | 250 Н⋅м при 4250 об/мин                         | 9,0 сек.                              | 210 км/ч                        |
| СУГ                     |                      |                           |                                                                         |                                                 |                                       |                                 |
| 2.0L Nu LPi             | 2011—2015            | 6-скор. МКПП 6-скор. АКПП | 115 кВт (155 л. с.) при 6200 об/мин                                     | 196 Н⋅м при 4200 об/мин                         |                                       |                                 |
| 2.0L Theta II LPi       | 2010—2011            | 6-скор. МКПП 6-скор. АКПП | 106 кВт (142 л. с.) при 6000 об/мин                                     | 189 Н⋅м при 4250 об/мин                         |                                       |                                 |
| Дизельные двигатели     |                      |                           |                                                                         |                                                 |                                       |                                 |
| 1.7L U II CRDi          | 2010—2015            | 6-скор. МКПП 6-скор. АКПП | 100 кВт (134 л. с.) при 4000 об/мин                                     | 325 Н⋅м при 2000—2500 об/мин                    | 10,3 сек. (МКПП) 11,6 сек. (АКПП)     | 202 км/ч (МКПП) 197 км/ч (АКПП) |

## Четвёртое поколение
Мировая премьера KIA Optima 4 состоялась на автосалоне в Нью-Йорке в апреле 2015 года. Европейский вариант седана был представлен на мотор-шоу во Франкфурте в сентябре. В России продажи нового поколения Kia Optima начались в марте 2016 года. Автомобили для российского рынка выпускаются на заводе «Автотор» в Калининграде.
Обновлённая KIA Optima стала на 10 мм короче и ниже, но при этом на 25 мм шире. Багажник увеличился в объёме до 510 литров. Самая производительная модификация оснащена 2-литровым четырёхцилиндровым турбодвигателем мощностью 245 л. с. Максимальная скорость — 240 км/ч. Optima GT за 7,4 секунды разгоняется до 100 км/ч..

В 2016 году на автосалоне в Женеве был представлен универсал Sportwagon.

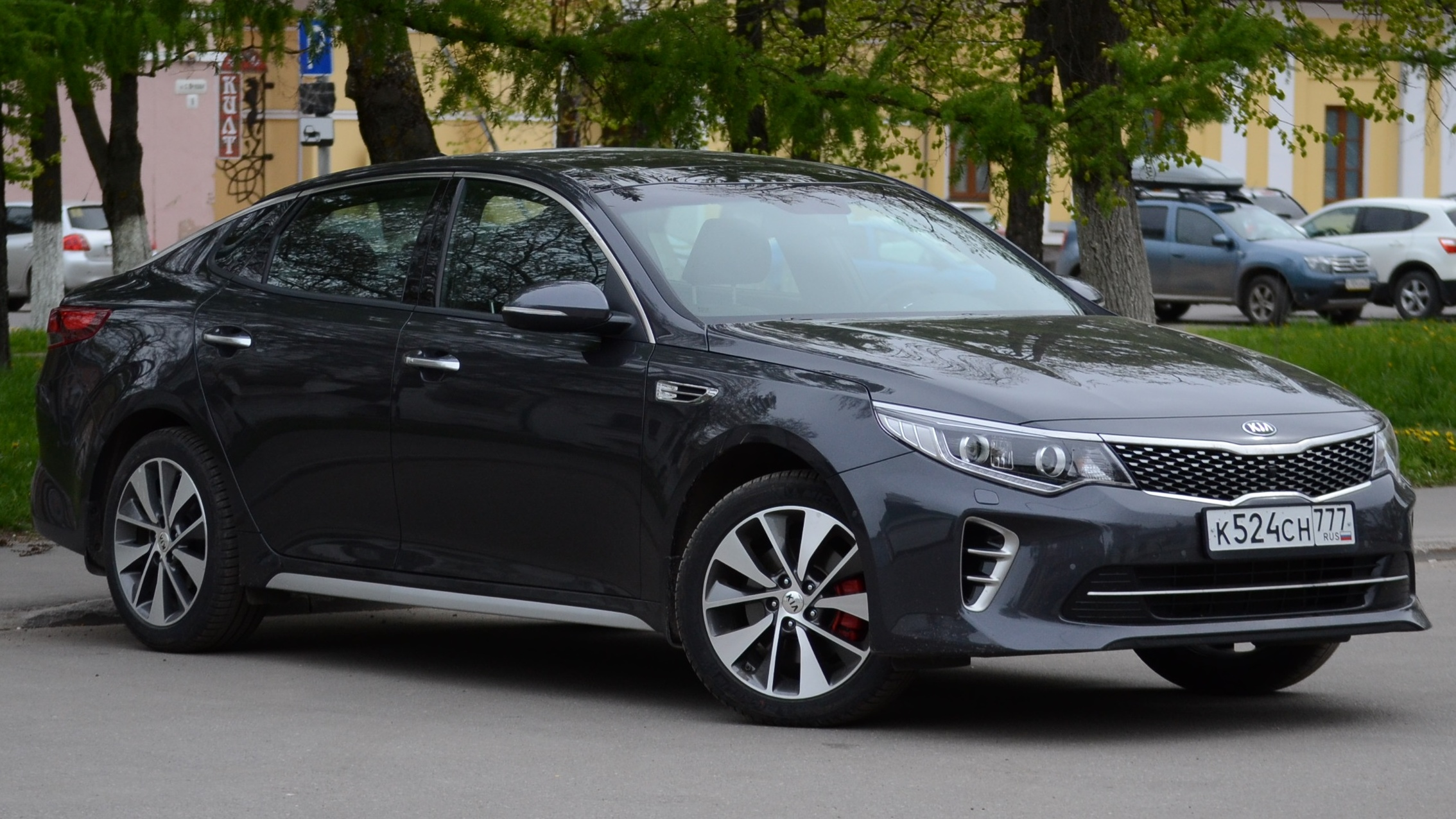
Kia Optima (JF)
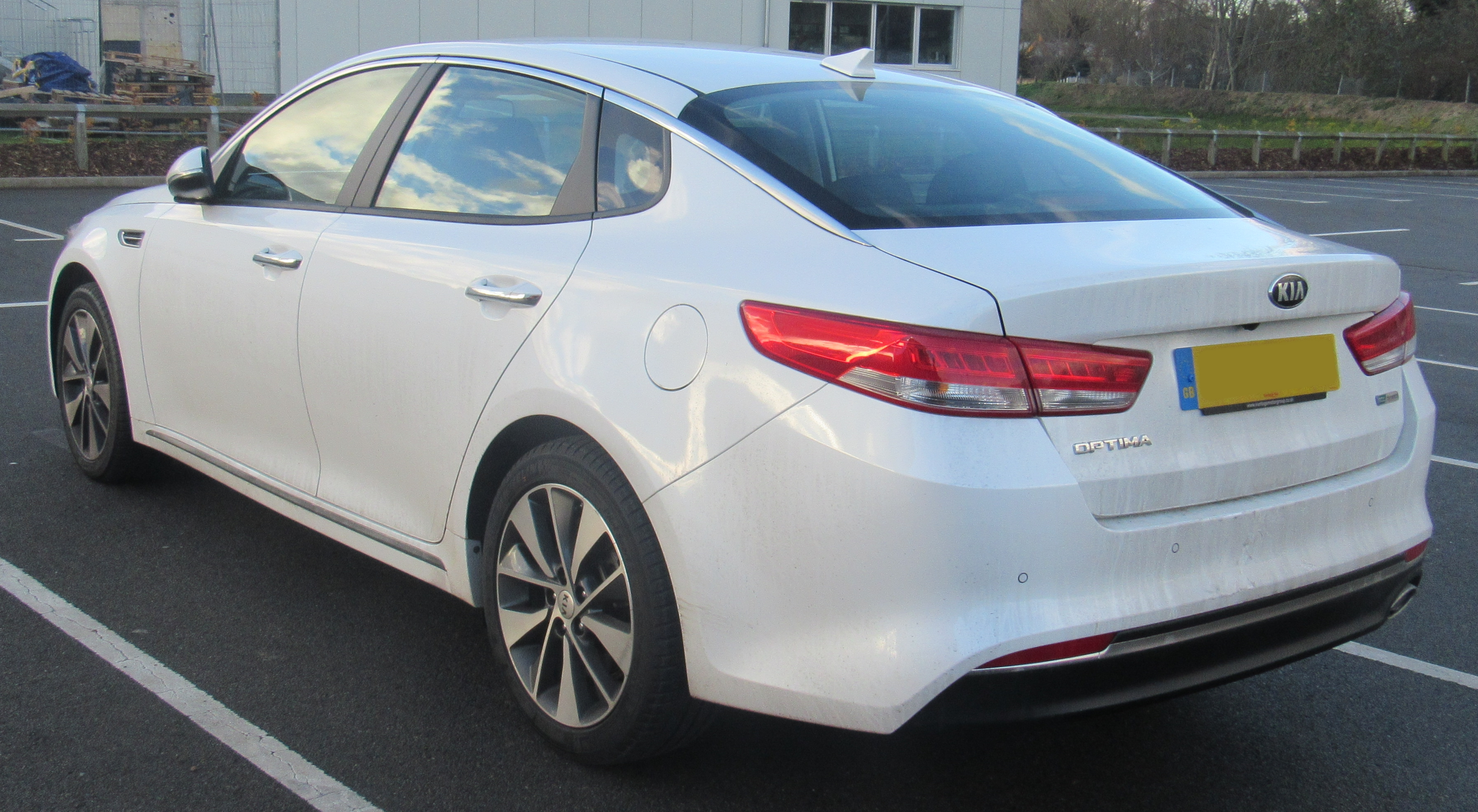
Kia Optima Седан
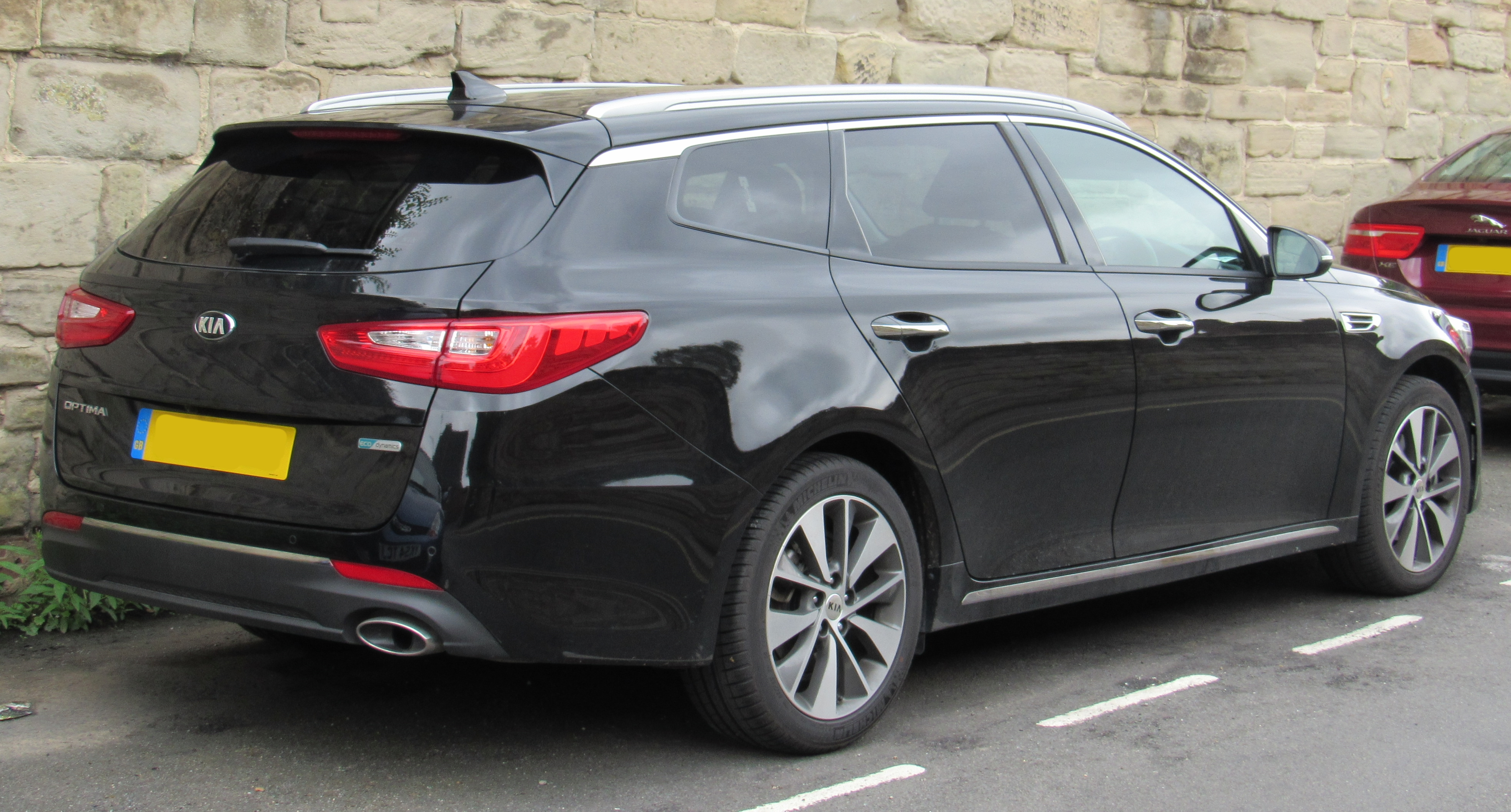
Kia Optima Sportswagon
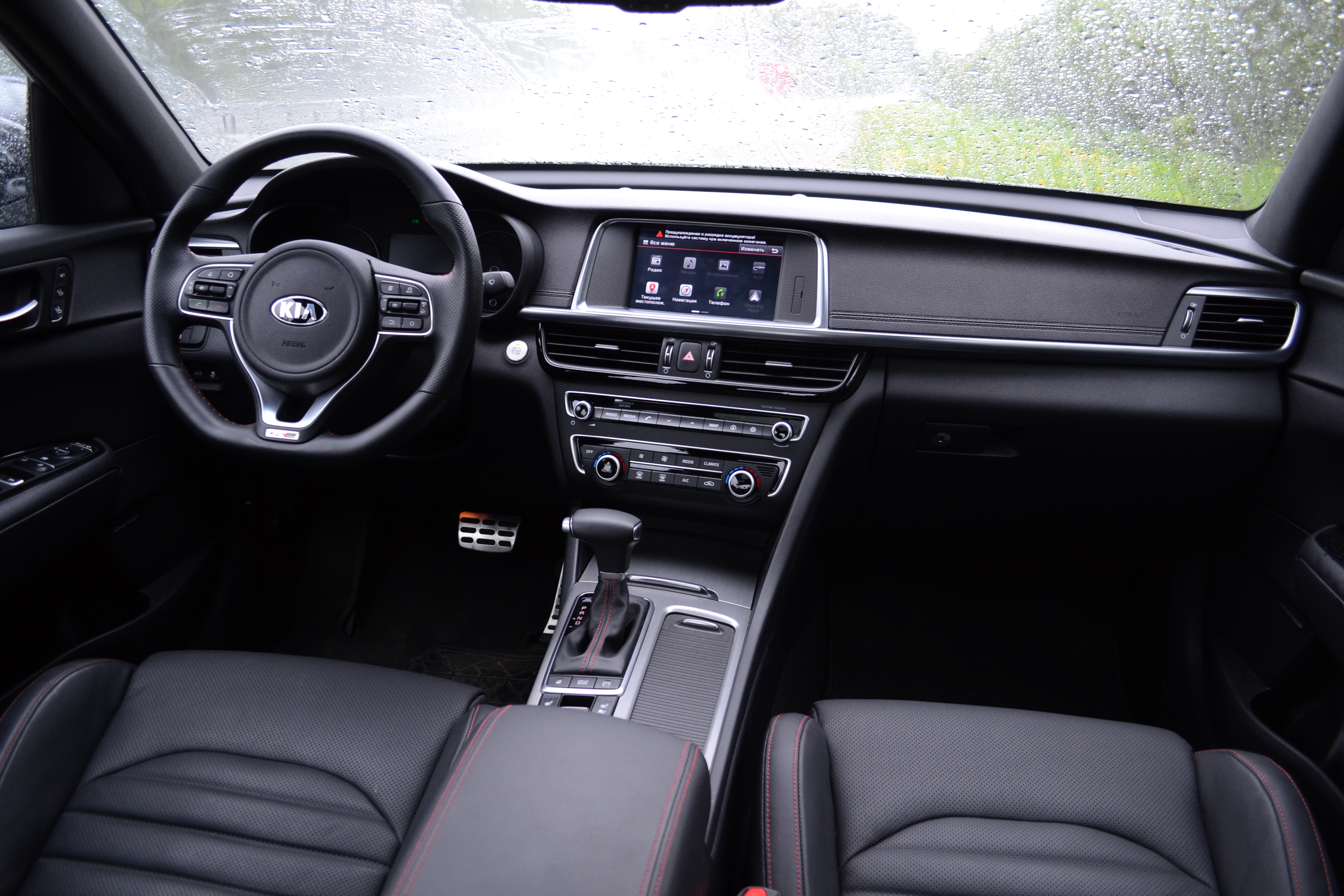
Интерьер
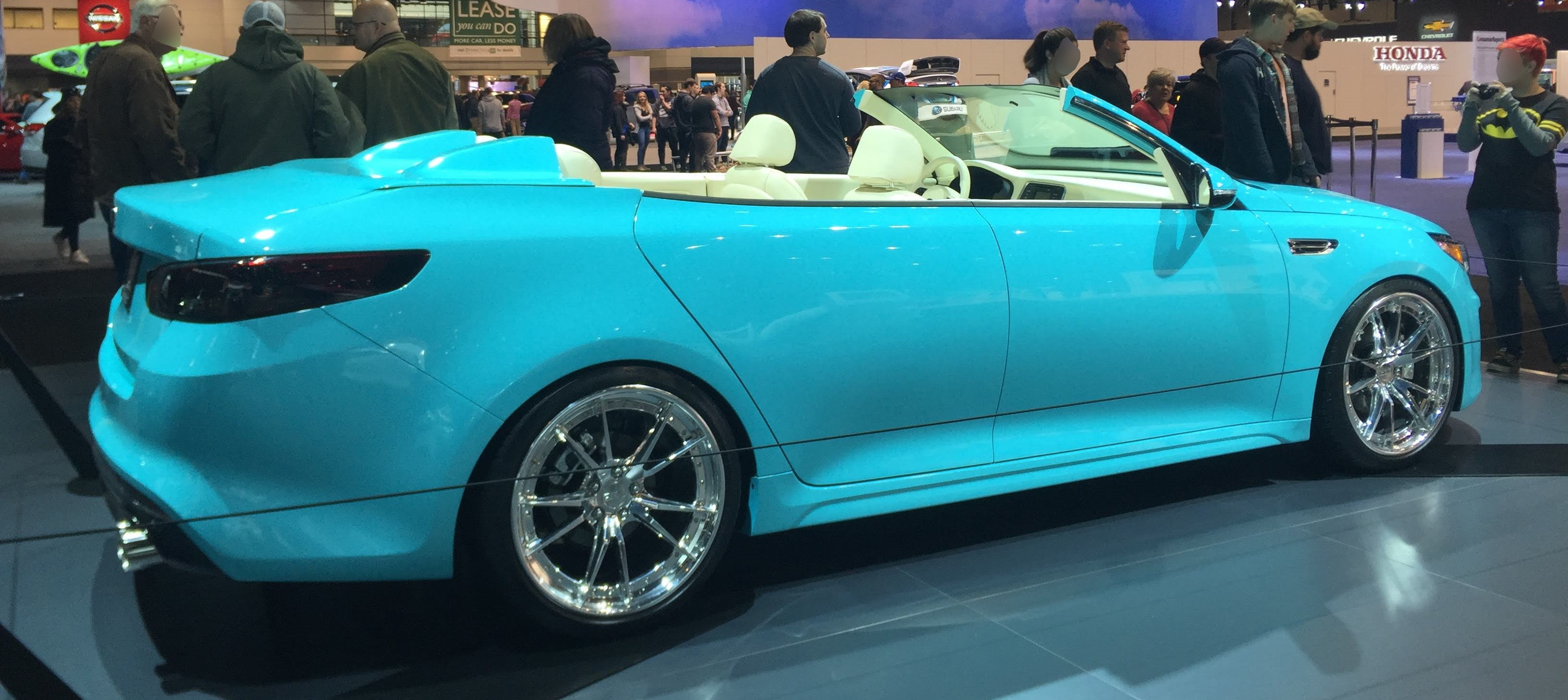
Kia Optima Convertible Concept
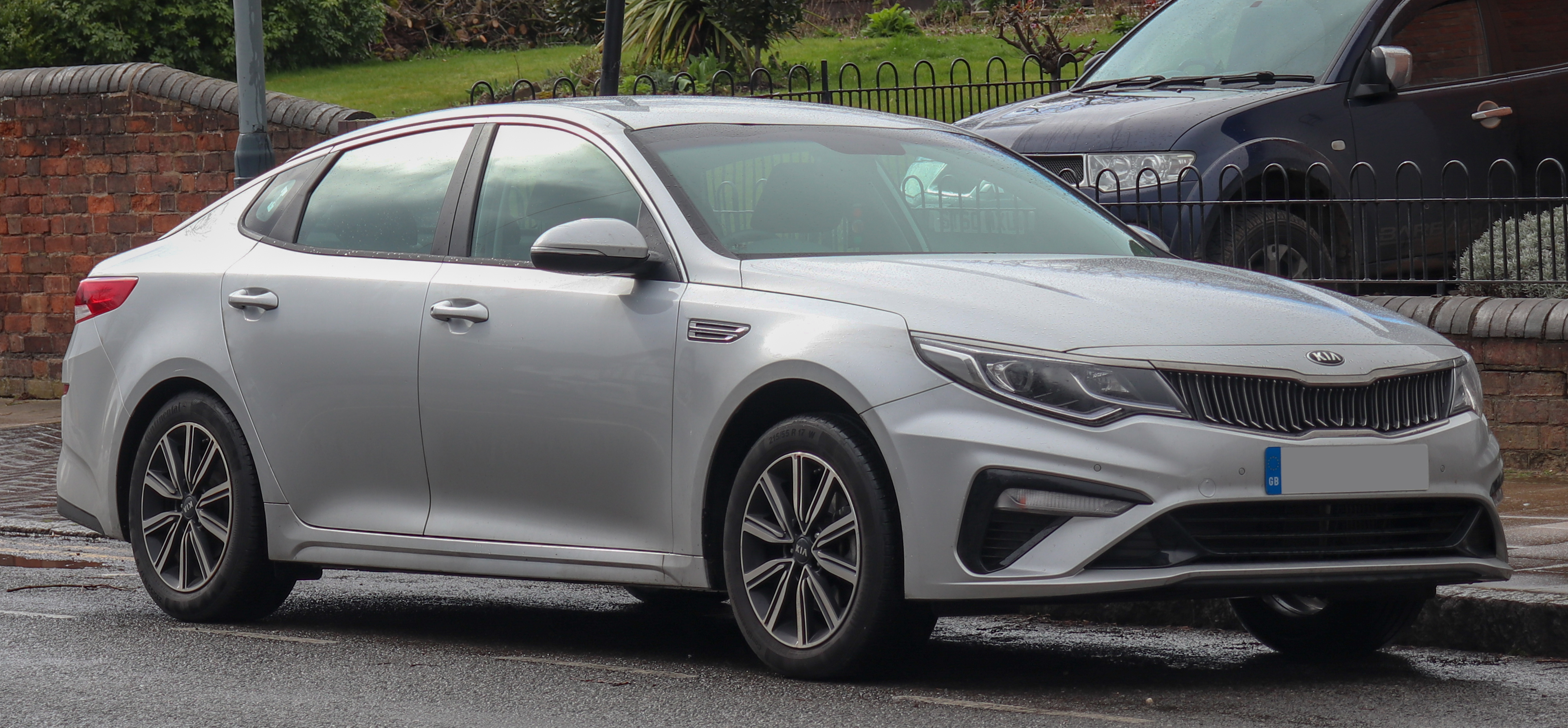
Фейслифтинг передней части
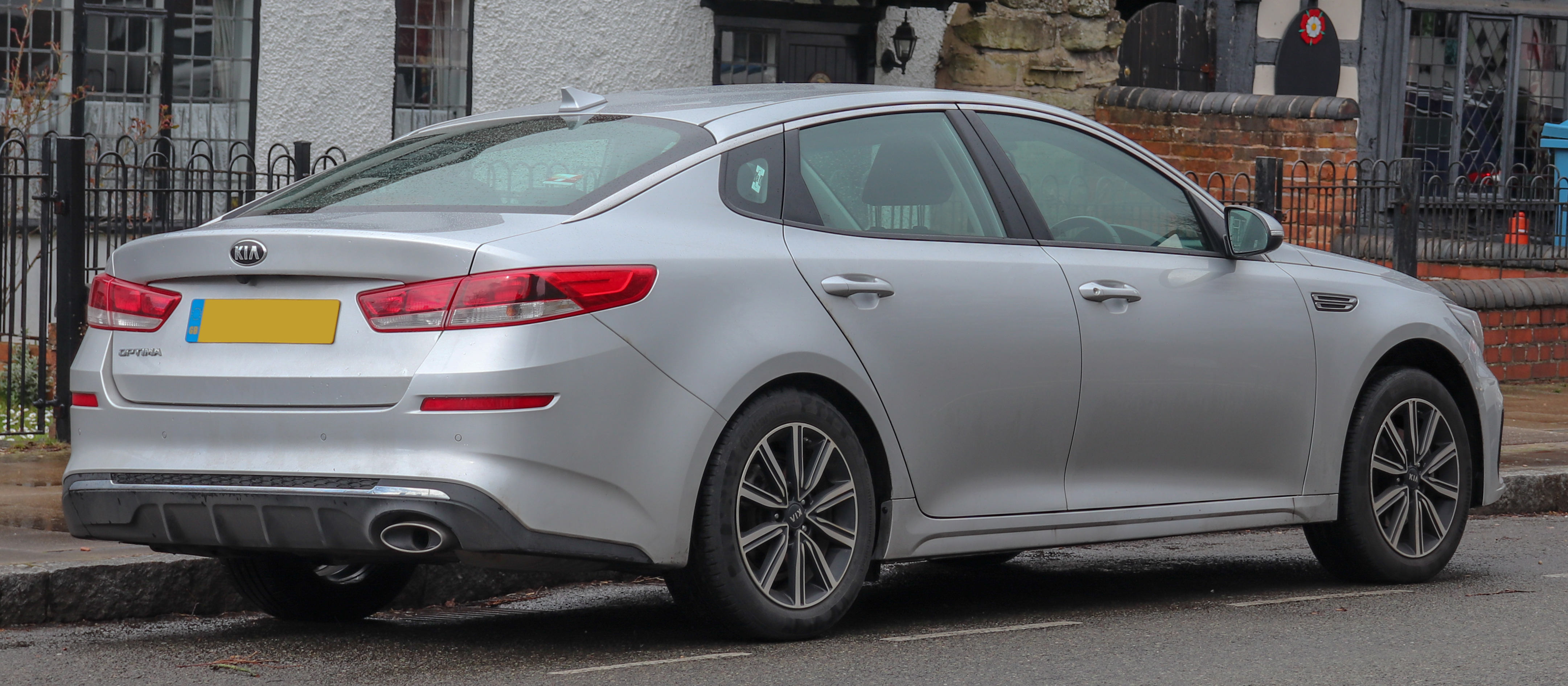
Фейслифтинг задней части
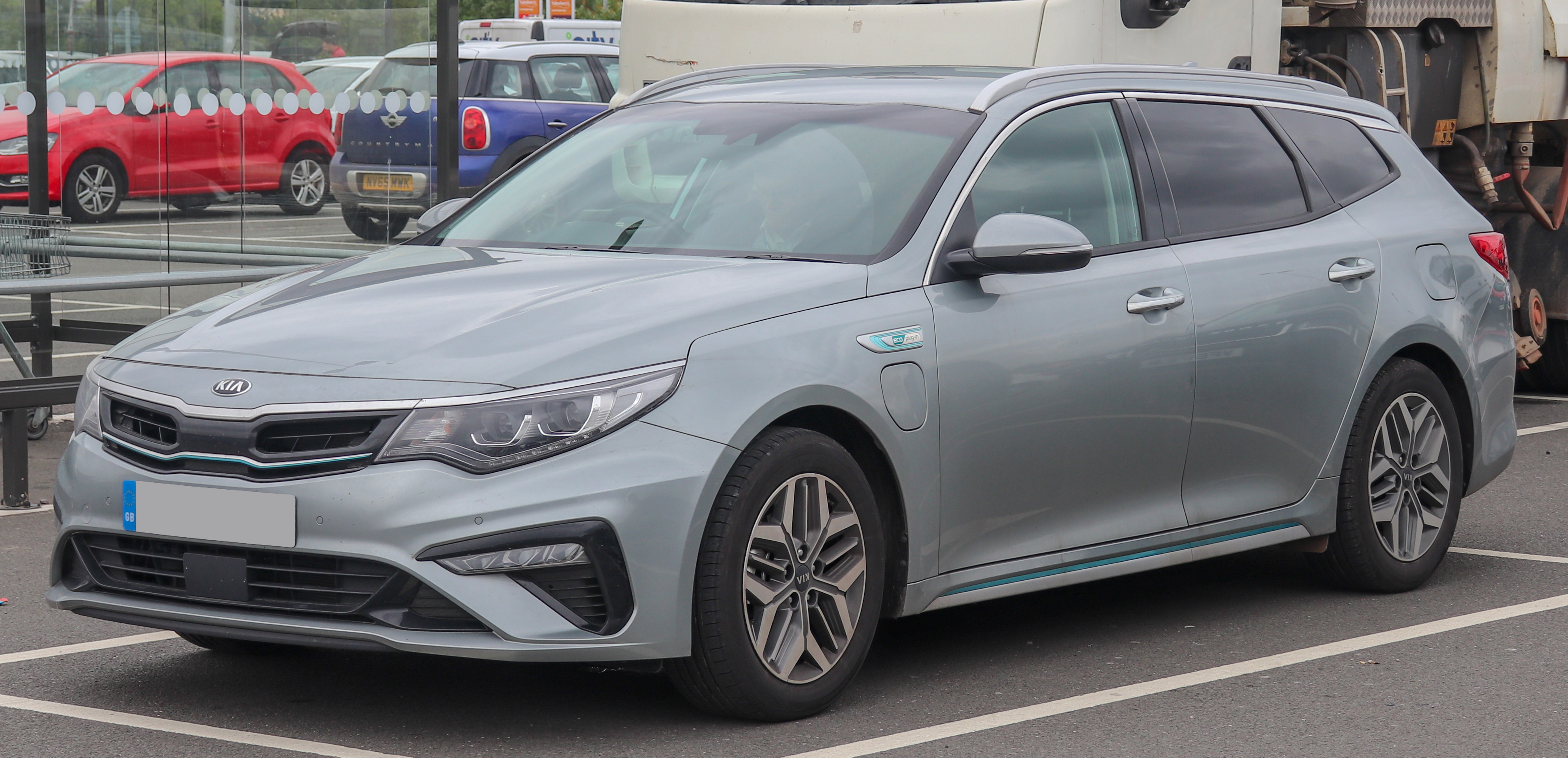
2019 Kia Optima PHEV

### Двигатели
| Модель              | Годы производства | Трансмиссия               | Мощность                                                                | Крутящий момент                                 | 0—100 км/ч (0—62 миль/ч) (Официально) | Максимальная скорость                 |
| ------------------- | ----------------- | ------------------------- | ----------------------------------------------------------------------- | ----------------------------------------------- | ------------------------------------- | ------------------------------------- |
| 1.6L Gamma II T-GDi | 2015—2019         | 7-скор. DCT               | 132 кВт (178 л. с.) при 5500 об/мин                                     | 265 Н⋅м при 1500—4500 об/мин                    | 8,9 сек.                              | 210 км/ч                              |
| 2.0L Nu GDi HEV     | 2015—2019         | 6-скор. АКПП              | 151 кВт (202 л. с.) при 6000 об/мин                                     |                                                 | 9,4 сек.                              | 192 км/ч                              |
| 2.0L Nu MPi         | 2015—2019         | 6-скор. МКПП 6-скор. АКПП | 120 кВт (161 л. с.) при 6500 об/мин                                     | 196 Н⋅м при 4800 об/мин                         | 9,4 сек. (МКПП) 10,5 сек. (АКПП)      | 210 км/ч (МКПП) 208 км/ч (АКПП)       |
| 2.0L Theta II T-GDi | 2015—2019         | 6-скор. АКПП              | 180 кВт (242 л. с.) при 6000 об/мин                                     | 353 Н⋅м при 1350—4000 об/мин                    | 7,6 сек.                              | 240 км/ч (Седан) 232 км/ч (Универсал) |
| 2.4L Theta II GDi   | 2015—2019         | 6-скор. АКПП              | 138 кВт (185 л. с.) при 6000 об/мин                                     | 241 Н⋅м при 4000 об/мин                         | 9,1 сек.                              | 210 км/ч                              |
| 2.0L Nu LPi         | 2015—2021         | 6-скор. МКПП 6-скор. АКПП | 113 кВт (151 л. с.) при 6200 об/мин 111 кВт (149 л. с.) при 6200 об/мин | 196 Н⋅м при 4800 об/мин 194 Н⋅м при 4800 об/мин |                                       |                                       |
| 1.6L U II CRDi      | 2018—2019         | 6-скор. МКПП 7-скор. DCT  | 100 кВт (134 л. с.) при 4000 об/мин                                     | 320 Н⋅м при 2000—2250 об/мин                    | 11,2 сек. (МКПП) 11,8 сек. (DCT)      | 196 км/ч (МКПП) 195 км/ч (DCT)        |
| 1.7L U II CRDi      | 2015—2018         | 6-скор. МКПП 7-скор. DCT  | 104 кВт (139 л. с.) при 4000 об/мин                                     | 340 Н⋅м при 1750—2500 об/мин                    | 10,2 сек. (МКПП) 11,1 сек. (DCT)      | 200 км/ч                              |

### Комплектация в СНГ (до 2020 года)
- Classic — 2.0/150 (объём двигателя / мощность в л. с.) 6-ти ступенчатая механика;
- Comfort — 2.0/150 (объём двигателя / мощность в л. с.) 6-ти ступенчатый автомат;
- Luxe/Prestige — 2.0/150 (объём двигателя / мощность в л. с.) 6-ти ступенчатый автомат;
- Luxe/Prestige/GT Line — 2.4/188 (объём двигателя / мощность в л. с.) 6-ти ступенчатый автомат;
- GT — 2.0/245 (объём двигателя (турбированного) / мощность в л. с.) 6-ти ступенчатый автомат.

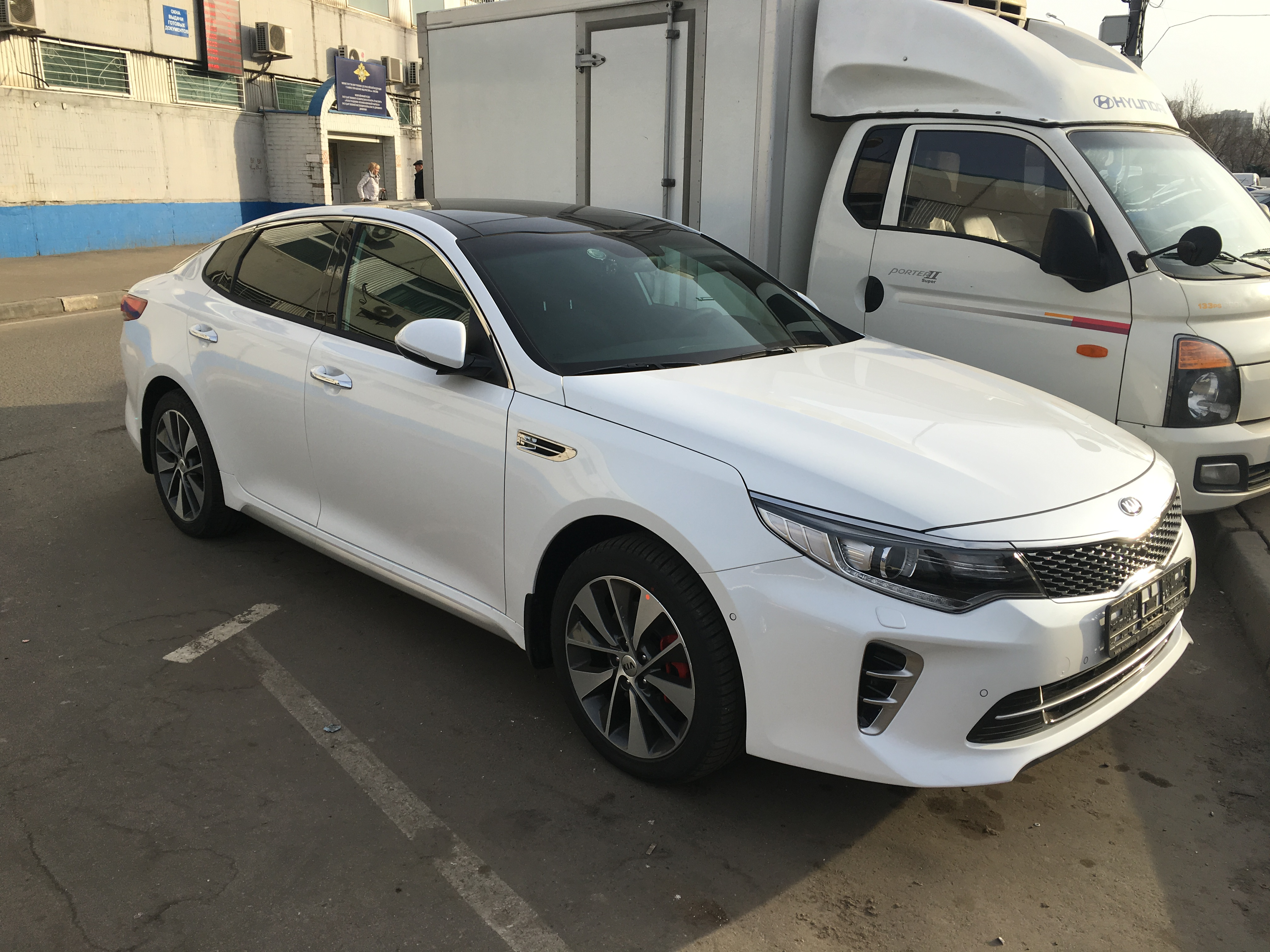
Kia Optima IV 2016 GT Line

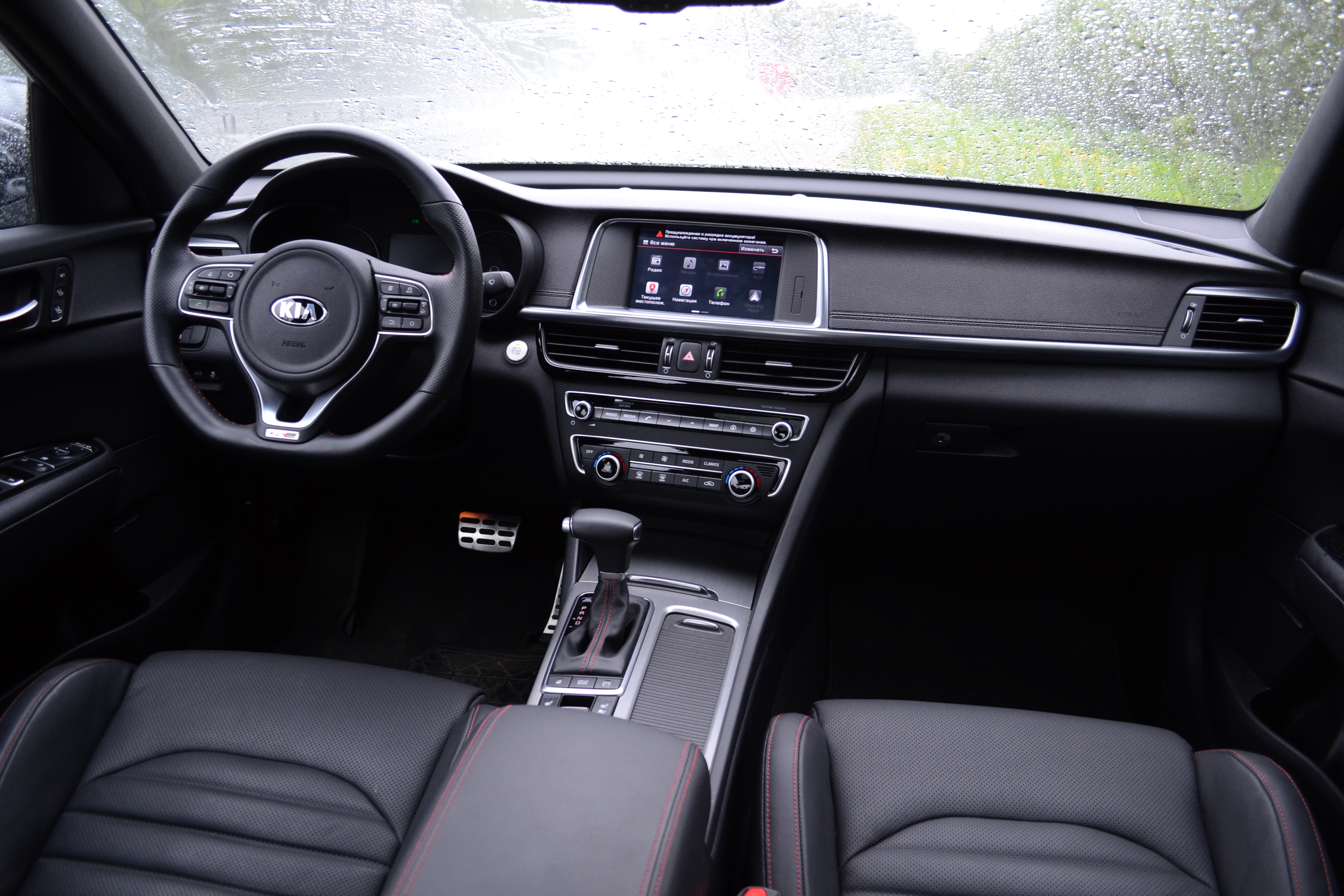
Интерьер седана Kia Optima

### Безопасность
| Euro NCAP                                                       | Euro NCAP | Euro NCAP | Euro NCAP             |
| --------------------------------------------------------------- | --------- | --------- | --------------------- |
| · общий рейтинг                                                 |           |           |                       |
| 89%                                                             | 86%       | 67%       | 71%                   |
| взрослый пассажир                                               | ребёнок   | пешеход   | активная безопасность |
| Протестированная модель: KIA Optima 1.7 diesel 'EX', LHD (2015) |           |           |                       |

## Пятое поколение
Пятое поколение Kia K5 было представлено в ноябре 2019 года. Сборка началась 12 декабря того же года в Южной Корее. 25 октября 2023 года автомобиль прошёл рестайлинг.

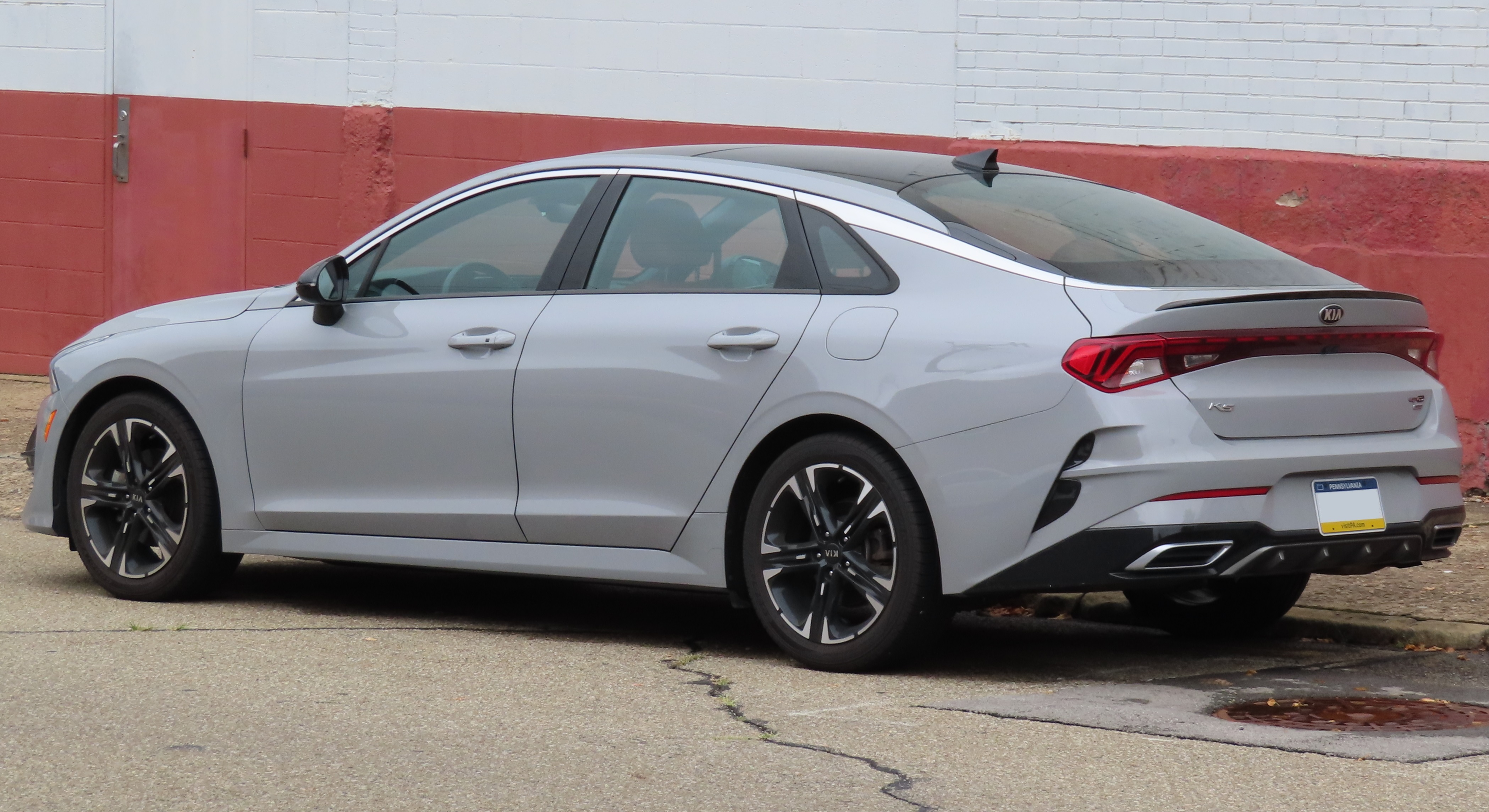
Вид сзади (GT-Line, США)
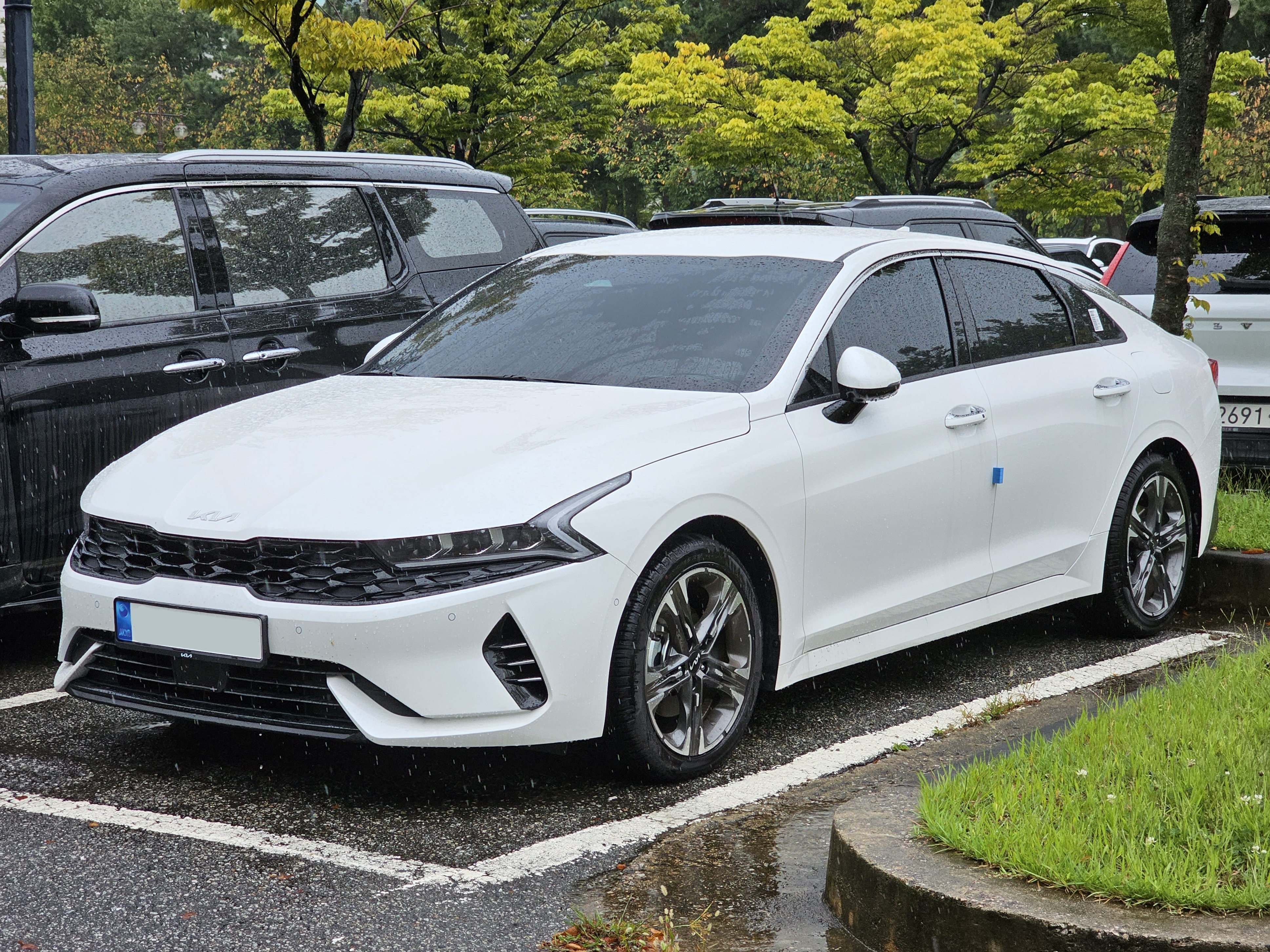
K5 Hybrid (Южная Корея)
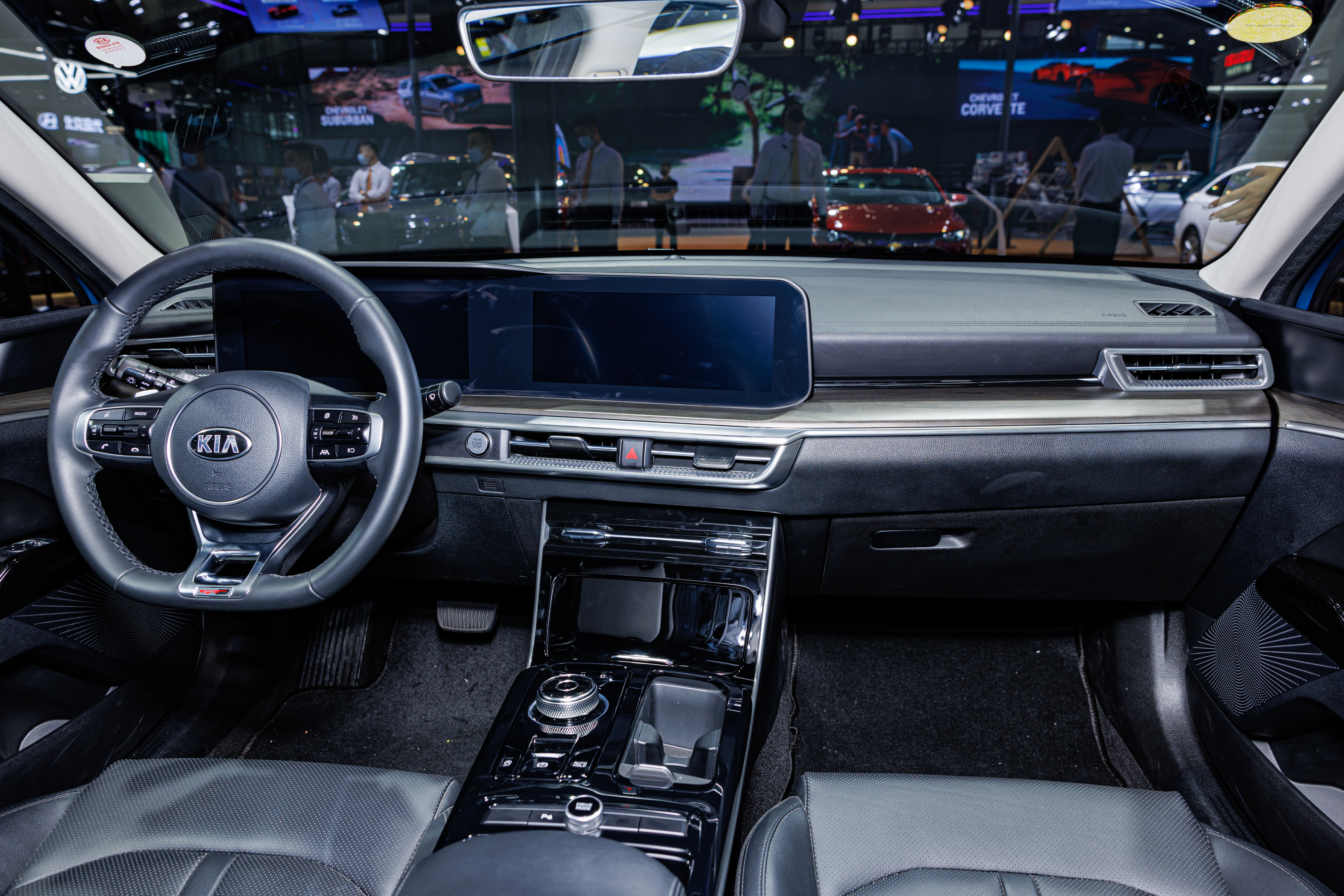
Интерьер
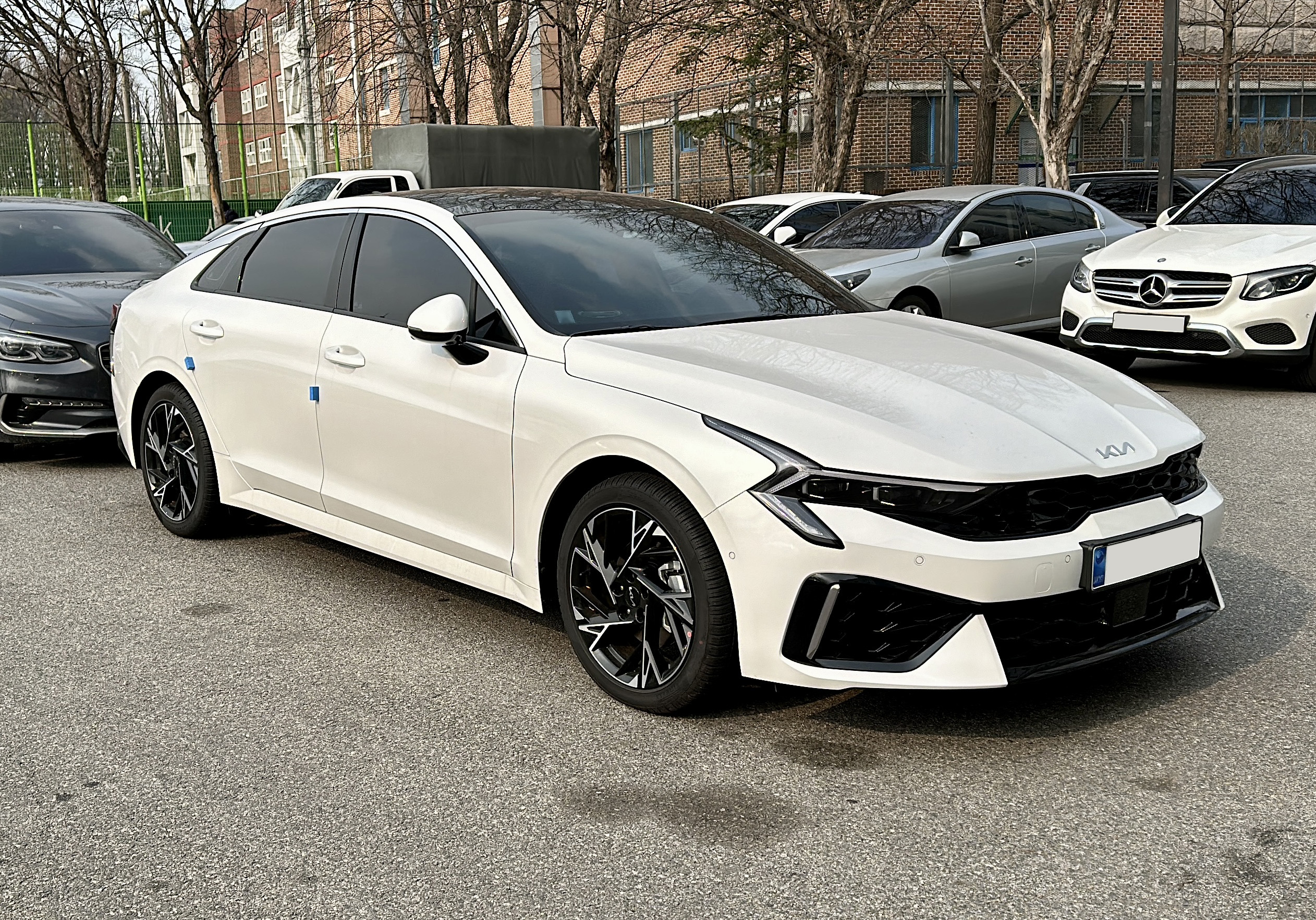
2025 Kia K5
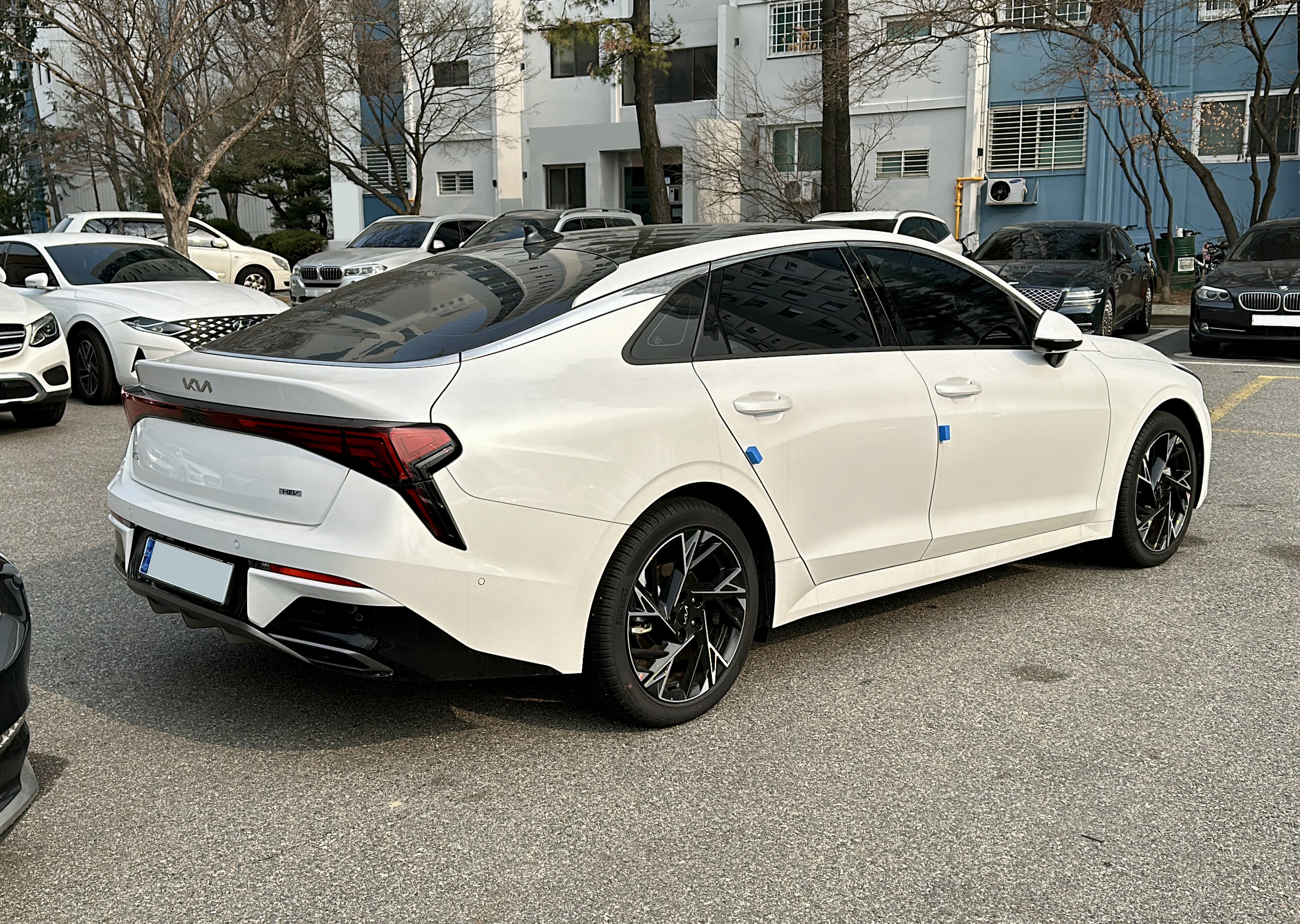
Вид сзади
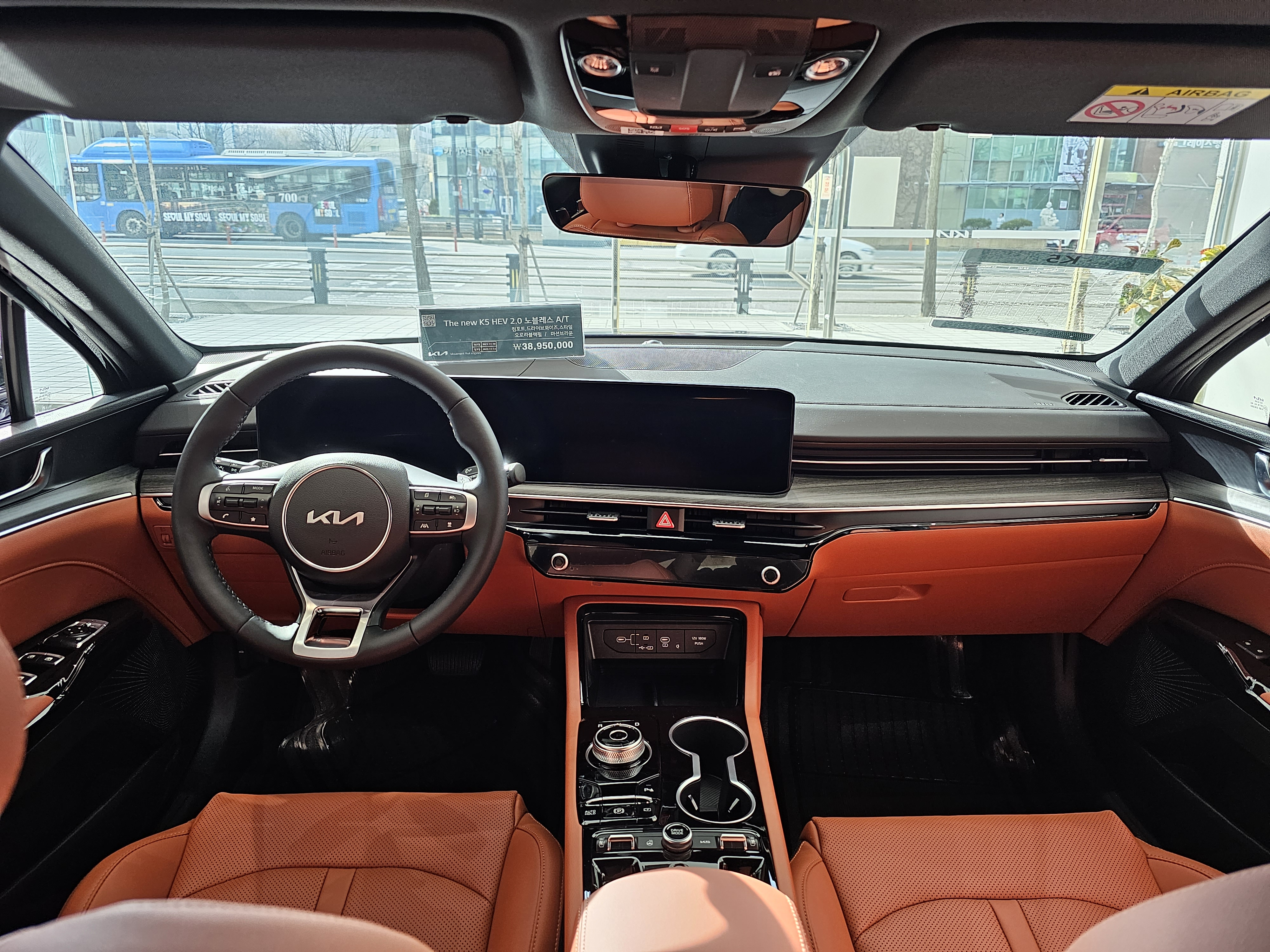
Интерьер

### Двигатели
| Бензиновые двигатели    | Бензиновые двигатели   | Бензиновые двигатели | Бензиновые двигатели                | Бензиновые двигатели         | Бензиновые двигатели                  |
| Модель                  | Годы производства      | Трансмиссия          | Мощность                            | Крутящий момент              | 0—100 км/ч (0—62 миль/ч) (Официально) |
| ----------------------- | ---------------------- | -------------------- | ----------------------------------- | ---------------------------- | ------------------------------------- |
| Smartstream G1.5 T-GDi  | 2020 — настоящее время | 7-скор. DCT          | 125 кВт (168 л. с.) при 5500 об/мин | 253 Н⋅м при 1500—4000 об/мин |                                       |
| Smartstream G1.6 T-GDi  | 2019 — настоящее время | 8-скор. АКПП         | 132 кВт (178 л. с.) при 5500 об/мин | 265 Н⋅м при 1500—4500 об/мин |                                       |
| Smartstream G2.0 LPi    | 2019 — настоящее время | 6-скор. АКПП         | 107 кВт (144 л. с.) при 6000 об/мин | 191 Н⋅м при 4200 об/мин      |                                       |
| Smartstream G2.0 MPi    | 2019 — настоящее время | 6-скор. АКПП         | 118 кВт (158 л. с.) при 6500 об/мин | 196 Н⋅м при 4800 об/мин      | 10,6 сек.                             |
| Smartstream G2.0 Hybrid | 2019 — настоящее время | 6-скор. АКПП         | 143 кВт (192 л. с.) при 6000 об/мин |                              |                                       |
| Smartstream G2.0 T-GDi  | 2020 — настоящее время | 8-скор. АКПП         | 177 кВт (237 л. с.) при 6000 об/мин | 353 Н⋅м при 1500—4000 об/мин |                                       |
| Smartstream G2.5 GDi    | 2019 — настоящее время | 8-скор. АКПП         | 143 кВт (191 л. с.) при 6100 об/мин | 245 Н⋅м при 4000 об/мин      | 8,6 сек.                              |
| Smartstream G2.5 T-GDi  | 2019 — настоящее время | 8-скор. DCT          | 213 кВт (286 л. с.) при 6000 об/мин | 422 Н⋅м при 1750—4000 об/мин | 6,6 сек.                              |

## Продажи
| Календарный год | США     | Южная Корея | Глобальные рынки |
| --------------- | ------- | ----------- | ---------------- |
| 2000            | 97      | 31,505      |                  |
| 2001            | 25,912  | 52,892      |                  |
| 2002            | 26,793  | 48,032      |                  |
| 2003            | 34,681  | 31,817      |                  |
| 2004            | 53,492  | 29,956      |                  |
| 2005            | 41,349  | 34,657      |                  |
| 2006            | 38,408  | 34,704      |                  |
| 2007            | 40,901  | 32,711      |                  |
| 2008            | 44,904  | 43,958      |                  |
| 2009            | 37,527  | 49,054      |                  |
| 2010            | 27,382  | 79,491      |                  |
| 2011            | 84,590  | 87,452      |                  |
| 2012            | 152,399 | 77,952      | 259,551          |
| 2013            | 155,893 | 63,007      |                  |
| 2014            | 159,020 | 49,000      | 300,685          |
| 2015            | 159,414 | 58,619      | 308,683          |
| 2016            | 124,203 | 44,636      | 238,281          |
| 2017            | 107,493 | 38,184      |                  |
| 2018            | 101,603 | 48,502      |                  |
| 2019            | 96,623  | 39,668      |                  |
| 2020            | 80,140  | 84,550      |                  |
| 2021            | 92,342  | 59,499      |                  |
| 2022            | 66,298  | 31,498      |                  |
| 2023            | 64,772  | 34,579      |                  |
| 2024            | 46,311  | 33,837      |                  |